# Fossile
Pour les articles ayant des titres homophones, voir Faux cil et Fossil.

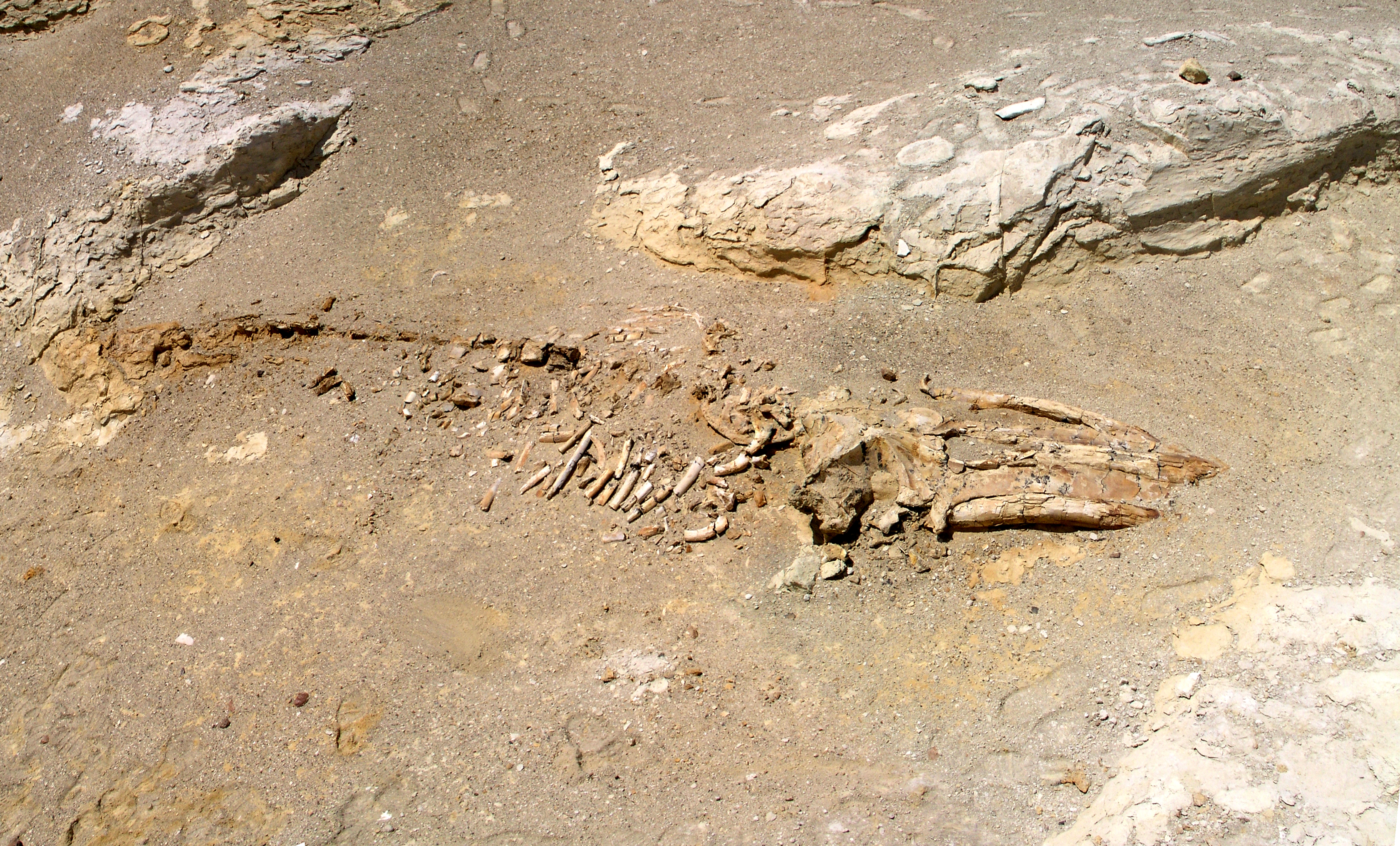
Squelette de baleine Miocène fossilisé in situ dans le désert d'Ica, Pérou.

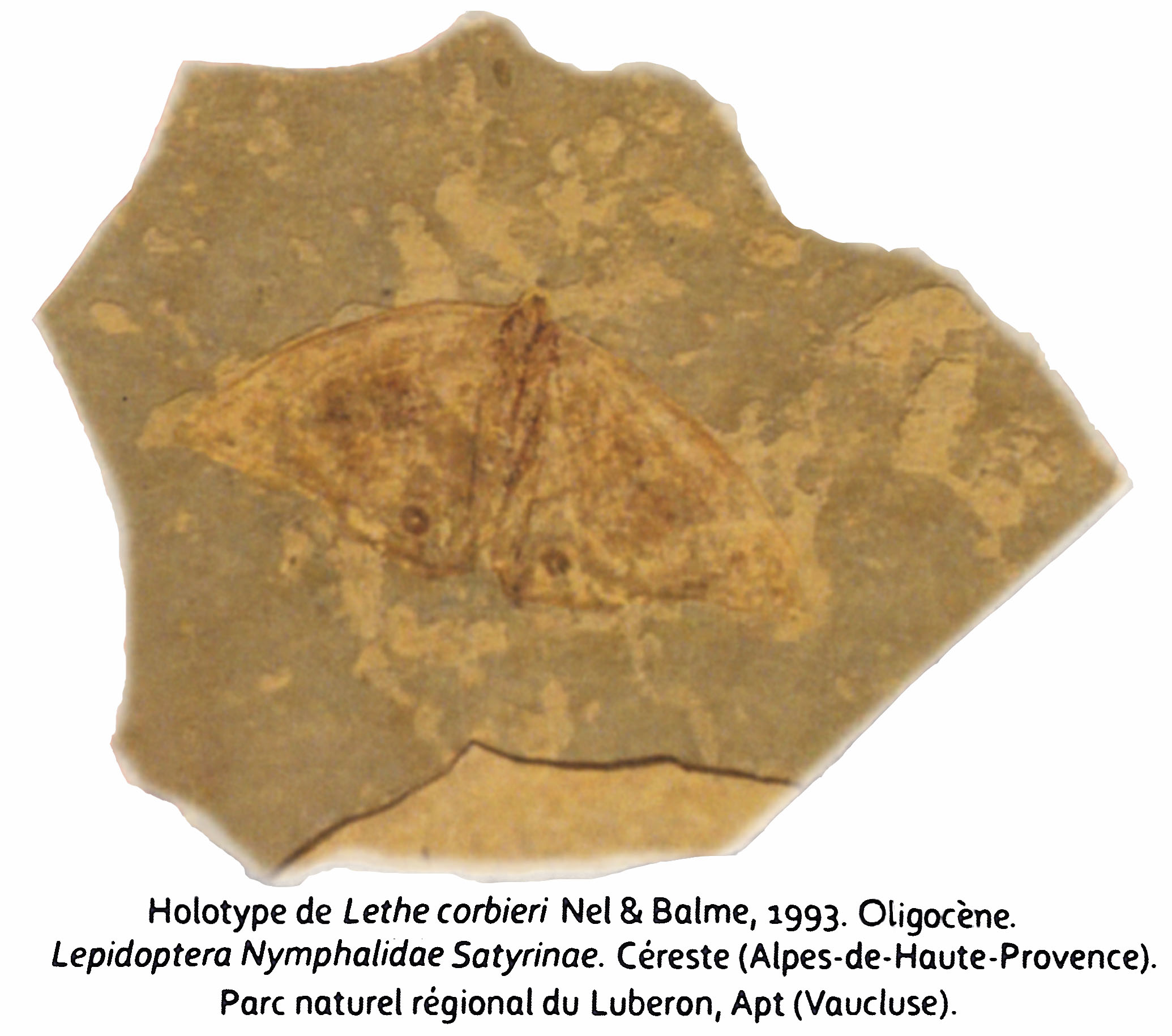
Fossile de Lethe corbieri, papillon de l'Oligocène de Provence, France.

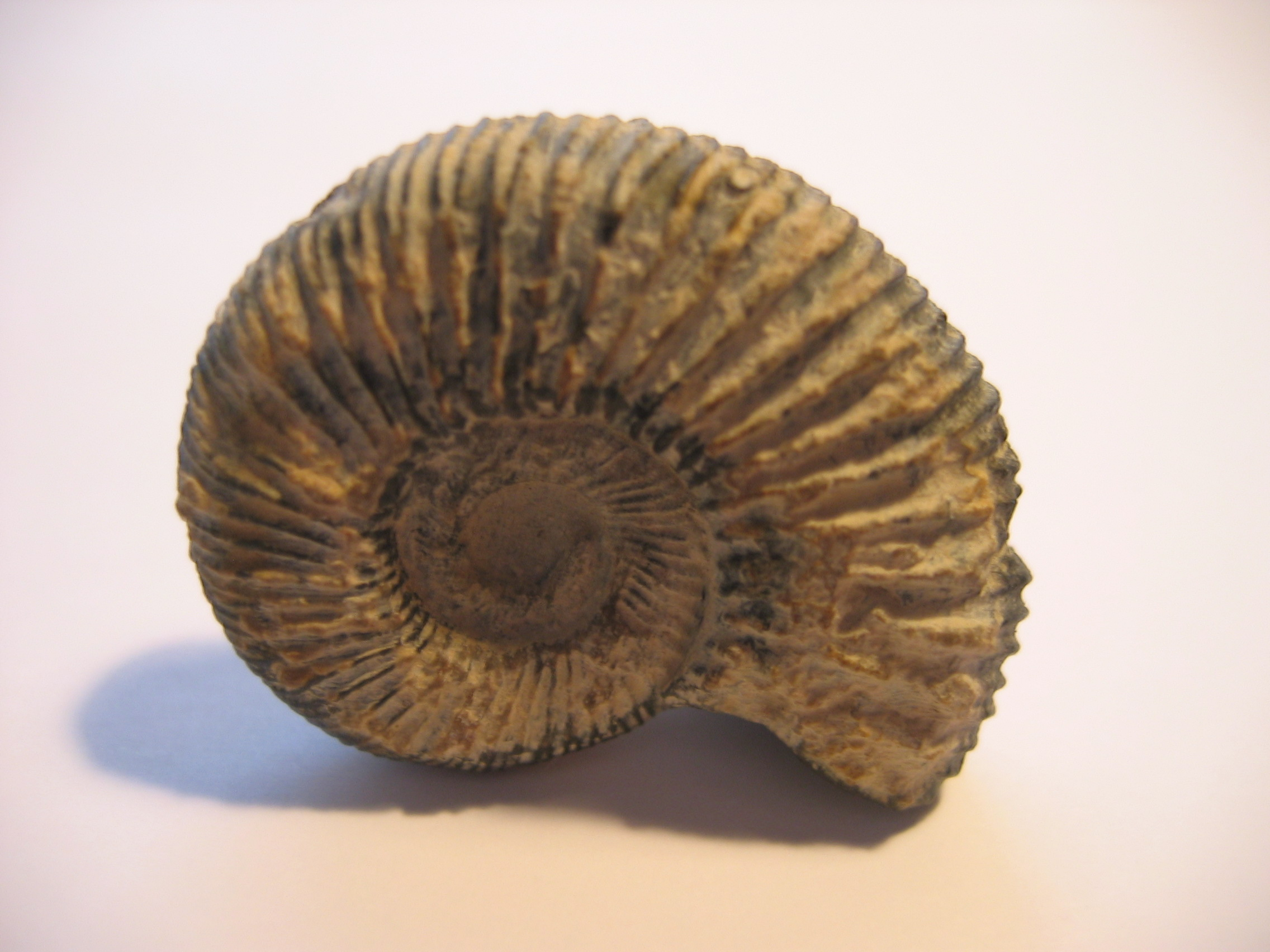
Ammonite fossilisée.

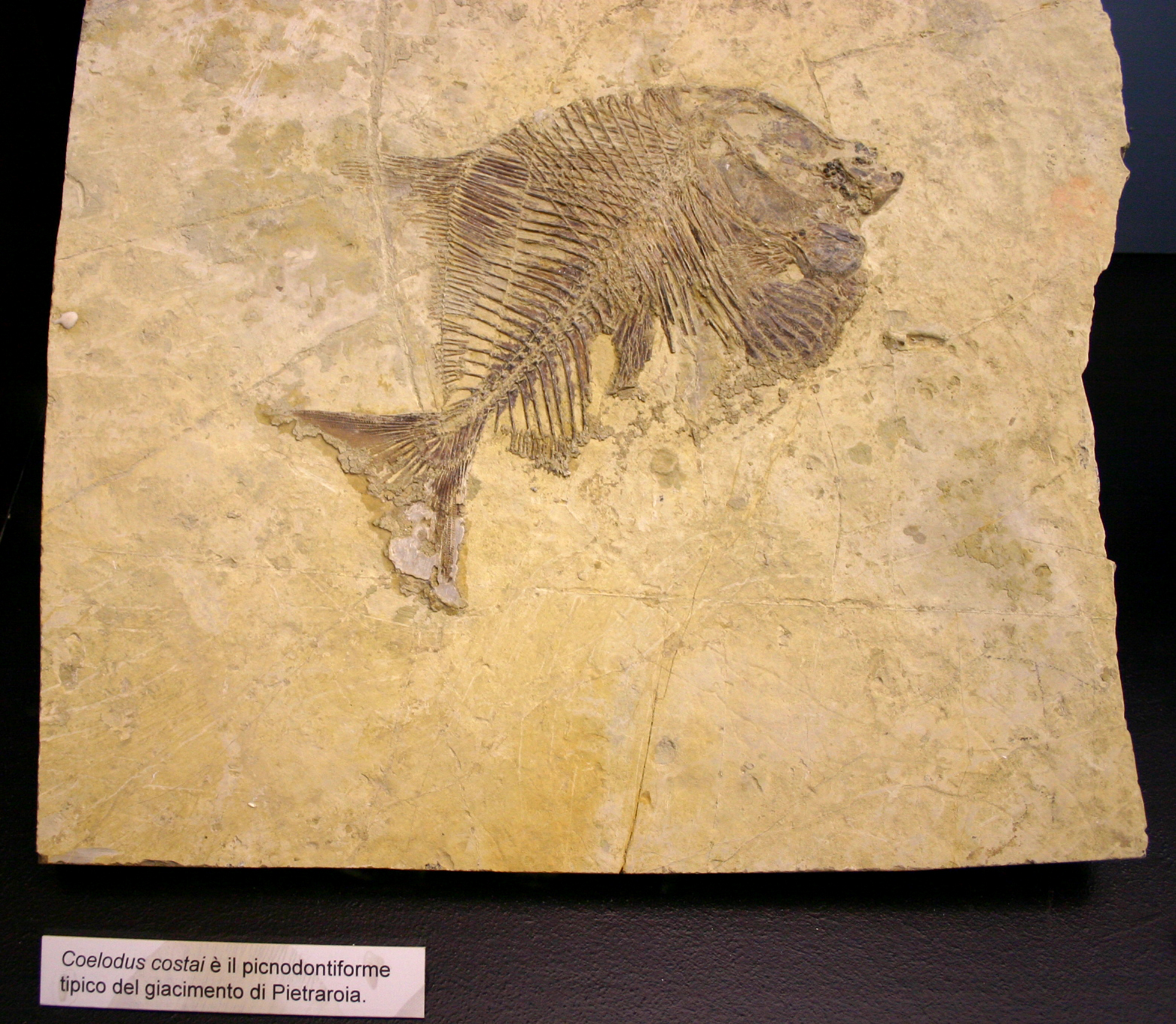
Poisson (Coelodus costai) fossilisé exposé au musée d'histoire naturelle de Milan.

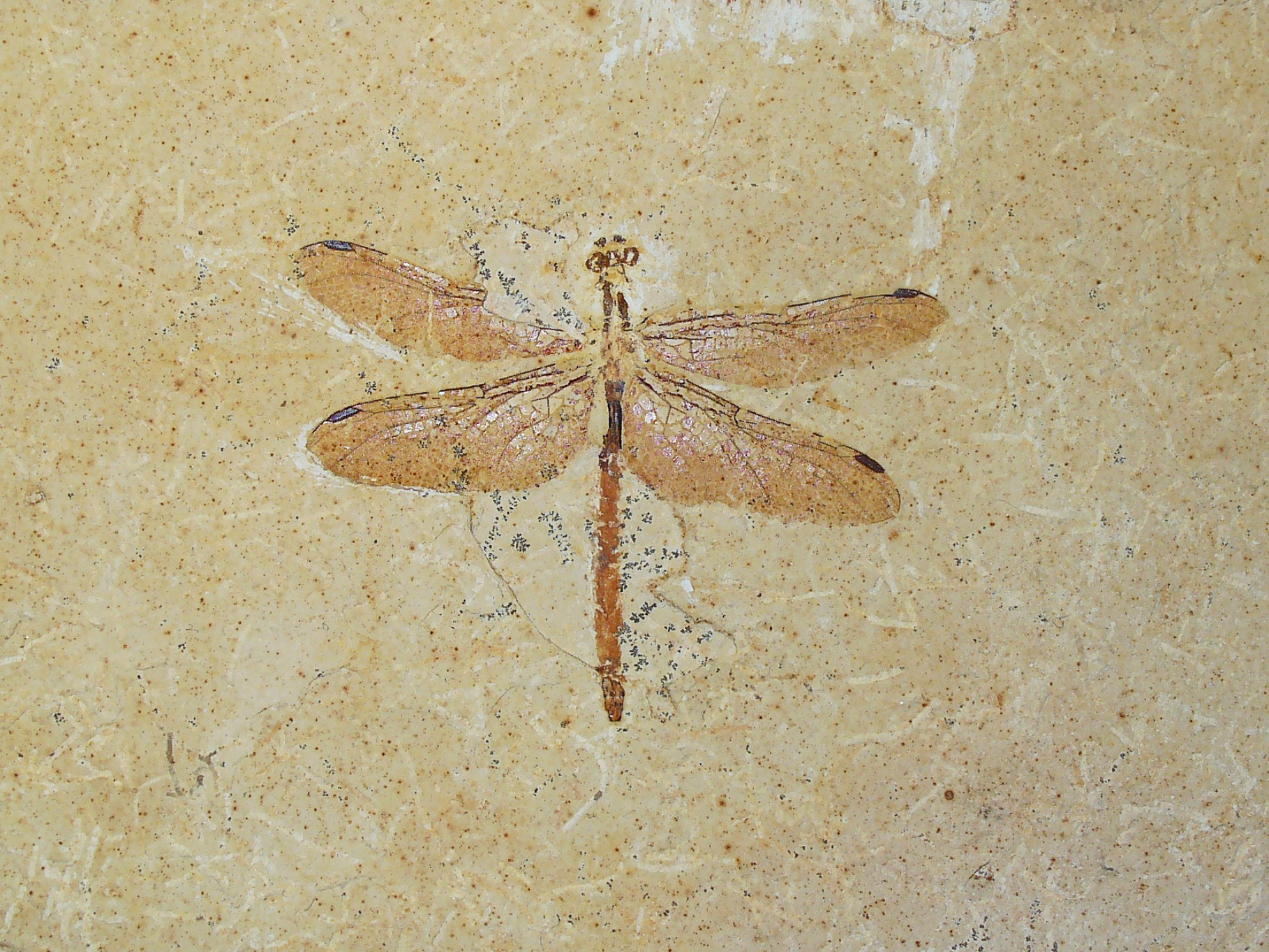
Libellule (Cordulagomphus) fossilisée.

Un fossile (du latin fossilis, « tiré de la terre », adjectif dérivé du verbe fodere, « fouir ») est la trace plus ou moins minéralisée d'un ancien organisme vivant ou de son activité passée, ou bien son simple moulage, conservés dans une roche sédimentaire. Il peut s'agir de restes plus ou moins bien conservés de l'organisme lui-même (ossements, dents, feuilles, mycélium, biofilms, etc.) ou d'empreintes laissées par ce dernier (empreintes de pas, de peaux ou de téguments), moulages externes naturels (ambre, par exemple), terriers, stromatolithes, coprolithes, etc. Les fossiles et les processus de fossilisation sont principalement étudiés dans le cadre de la paléontologie, mais aussi dans ceux de la géologie, de la préhistoire humaine et de l'archéologie.
Suivant les espèces et les périodes, les fossiles peuvent être de différentes qualités et plus ou moins abondants. Comparativement au nombre des êtres vivants morts, le processus de fossilisation reste rare, les conditions de la fossilisation étant rarement réunies. De ce fait, les témoignages qu'apportent les fossiles sur plus de trois milliards d'années d'évolution de la vie sur Terre sont lacunaires, sauf cas exceptionnel (fossilisation intégrale d'un périmètre et d'une biocénose à la suite de coulées sédimentaires sous-marines ou volcaniques pyroclastiques, par exemple). Jusqu'ici, plusieurs dizaines de milliers d'espèces de fossiles ont été identifiées, sachant qu'une espèce de fossile ne correspond pas forcément au phénotype d'une espèce biologique disparue, mais peut n'être qu'un juvénile, une variété, une forme larvaire, une exuvie, un œuf ou une trace de déplacement d'une même espèce vivante (voir « type »).
La fossilisation peut être plus ou moins complète selon les circonstances (par exemple, l'anoxie et la non-turbidité d'un sédiment sont des facteurs favorisant la fossilisation des parties molles) ; si la roche contenante est métamorphisée, les fossiles le seront aussi. Les restes d'êtres vivants enrobés dans l'ambre, momifiés dans du bitume ou bien congelés dans le pergélisol ne sont pas à proprement parler des fossiles, puisqu'ils ne sont pas minéralisés, mais sont assimilés à eux dans le langage courant. Quand, pour les périodes récentes, la fossilisation est inachevée, on parle de semi-fossilisation.

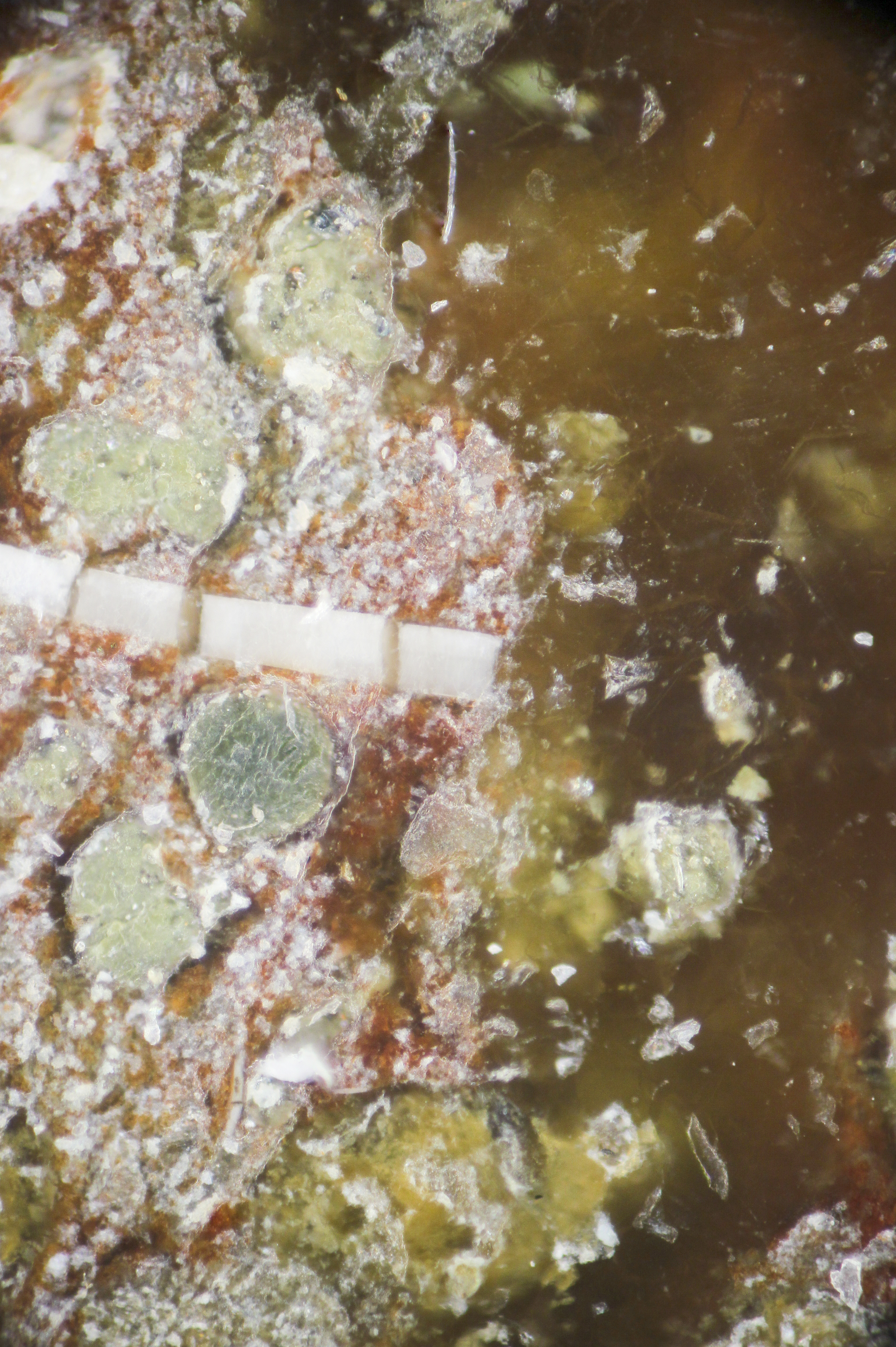
Ammonite silicifiée, vue au microscope (agrandie ×240).

## Éléments historiques

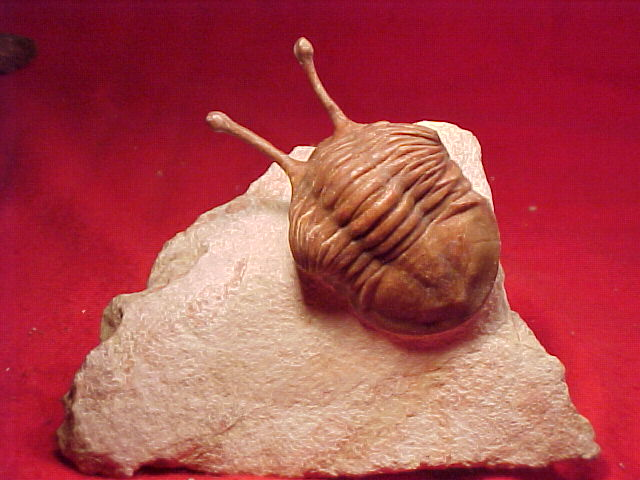
Trilobite perminéralisé (Asaphus kowalewskii).

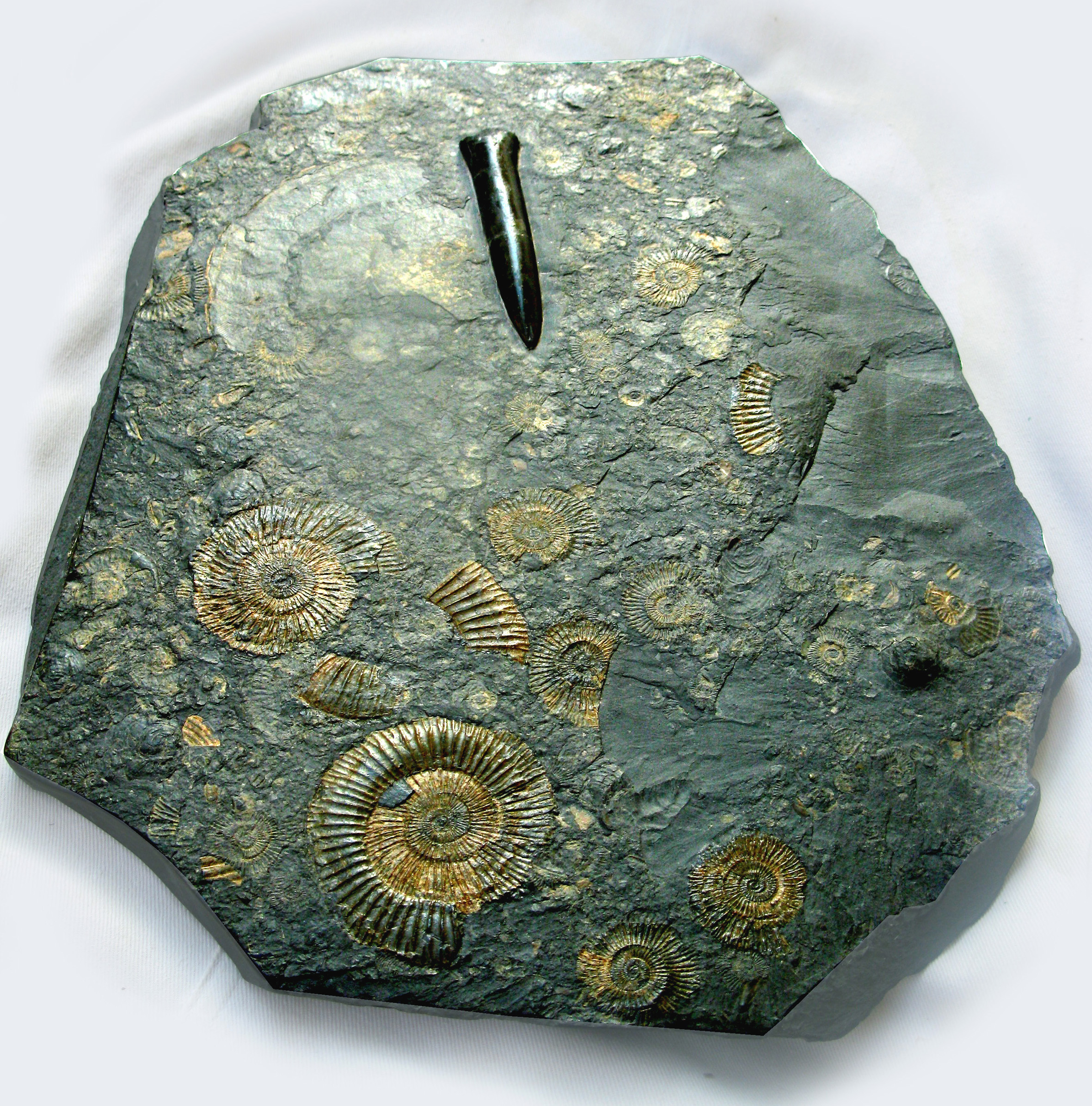
Ammonites (Dactylioceras sp.) et Bélemnite, calcaire noir du Jura souabe.

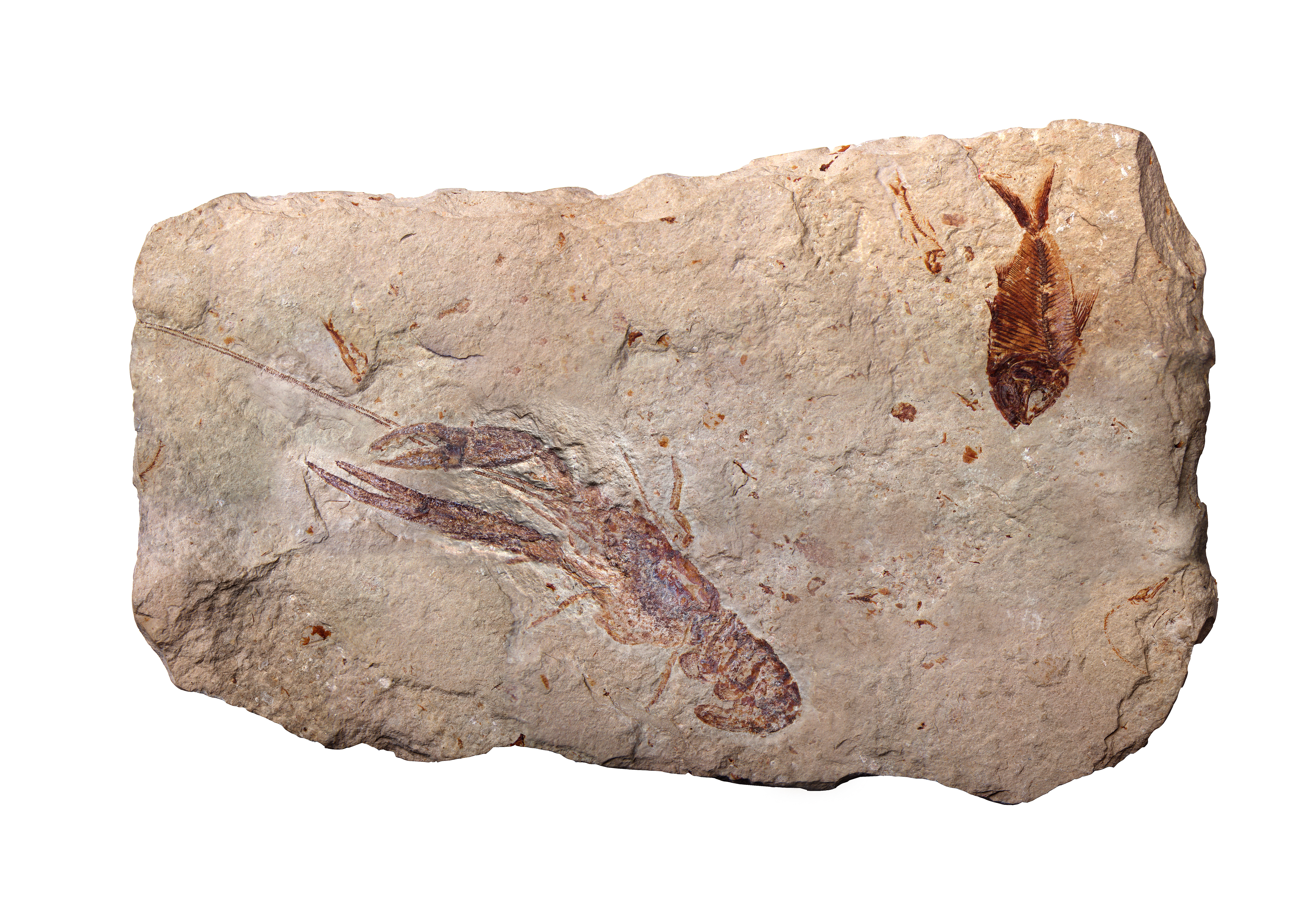
Fossile de crevette, datant du Crétacé.

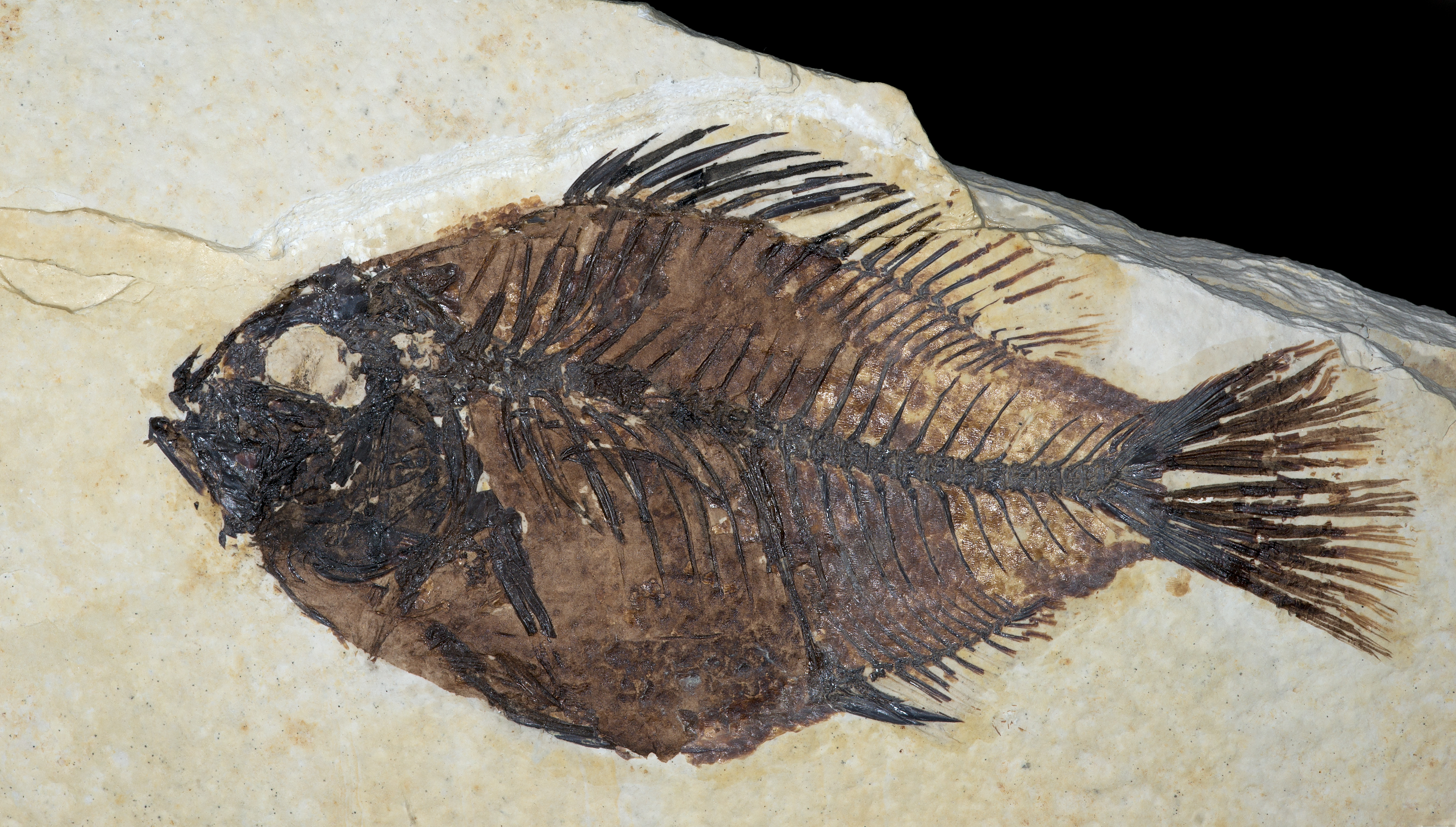
Poisson Priscacara liops fossilisé, visible au monument national de Fossil Butte (Nebraska).

Depuis la Préhistoire, l'homme a trouvé de nombreux fossiles, restes d'organismes pétrifiés par les minéraux qui les ont remplacés ou qui ont conservé leur enveloppe extérieure. Si la plupart des interprétations étaient plus ou moins fantaisistes (« os de monstres » tels les titans, géants, satyres, centaures, cyclopes, dragons, trolls ou gnomes ; traces de déluges), quelques auteurs de l'Antiquité, comme Aristote, les ont, d'une façon générale, interprétés correctement. Le terme « fossile » est employé depuis Pline l'Ancien au Ier siècle,, et son utilisation fut récupérée au XVIe siècle par Georgius Agricola, pour faire allusion à un corps enterré, que ce soient des restes d'organismes ou de minéraux intégrés dans les matériaux de la croûte terrestre. Cette situation curieuse a perduré jusqu'au début du XIXe siècle.
Léonard de Vinci comprenait néanmoins dès le XVe siècle que ces fossiles ne pouvaient pas être considérés, comme on le pensait alors en Europe, comme des témoignages du Déluge biblique. « En un tel cas, écrivait-il, ils seraient épars dans le plus grand désordre au lieu d'être empilés en couches successives nettes comme dans des traces de crues successives. » Toutefois, les deux idées essentielles à leur propos, soit leur origine organique et le fait qu'il s'agisse de témoignages de formes de vie disparues ayant existé avant le présent, n'ont pas été véritablement appréhendées avant le XVIIe siècle.
Les premiers progrès réels découlent d'une hypothèse formulée au début du XVIIIe siècle : les terrains contenant des fossiles d'animaux ou végétaux marins devaient en toute logique avoir été recouverts par la mer ou l'eau douce (notamment lors des crues), afin qu'ils s'y déposent sur le fond, s'enfoncent sur le lit sédimentaire, et soient recouverts par les couches suivantes. C'est la première fois que le fossile est envisagé comme indice stratigraphique. Toutefois, le poids de l'idée de génération spontanée, selon laquelle les espèces étaient apparues les unes après les autres et d'origine divine, empêcha une interprétation systématisée et approfondie des causes du renouvellement des espèces, telle que logiquement déduite de l'étude des fossiles.
Au XIXe siècle, Charles Lyell décrit les fossiles comme les « restes d'organismes ayant vécu à une autre époque, actuellement intégrés au sein de roches sédimentaires ». Cette définition reste valable, bien que désormais on accorde une plus grande ampleur au terme, en incluant les manifestations de l'activité de ces organismes telles que les excréments (coprolithes), les restes de constructions organiques, les traces d'empreintes et autres impressions de parties du corps (écailles, plumes, denticules, squelettes, feuilles, graines, troncs, etc.) 
Ainsi l'idée d'une filiation entre les espèces fait son chemin, notamment par les écrits de Étienne Geoffroy Saint-Hilaire et Jean-Baptiste de Lamarck. Mais les visions dogmatiques des Églises s'opposent à ce transformisme évolutionniste, et la controverse atteint son paroxysme lorsqu'à la question des origines de la vie végétale et animale s'ajoute celle des origines de l'Homme. C'est également au XVIIIe siècle que la paléontologie se scinda en trois grandes branches qui subsistent toujours, sous la forme de spécialités disciplinaires : la paléontologie descriptive et comparative initiée par Georges Cuvier ; la paléontologie évolutive de Jean-Baptiste de Lamarck et un peu plus tard, la paléontologie stratigraphique de Nicolaus Michael Oppel et d'Alcide Dessalines d'Orbigny. Suit la paléogéographie vers 1830.
Comme en astronomie à la fin du Moyen Âge, en paléontologie les découvertes du XIXe siècle ont contrarié les convictions créationnistes et fixistes de certains croyants qui lisaient les livres sacrés (codes symboliques de morale) comme s'il s'agissait de descriptions scientifiques. Aujourd'hui, cette controverse est éteinte, mais en revanche, les fossiles, la géologie tout entière, l'essentiel de la biologie et les conclusions de leurs études sont toujours réfutés par les groupes créationnistes présents en milieu chrétien (surtout néo-protestant), juif (ultra-orthodoxe) et musulman (surtout islamiste). Multidisciplinaire, organisée comme une enquête historique, l'étude des fossiles a également eu des implications importantes sur le rapport de l'Homme au temps, par exemple sur la question de l'âge de la Terre ou du vivant, ou encore sur la question des durées — l'unité temporelle de base d'un fossile est le million d'années, un laps de temps sans commune mesure avec l'immédiateté humaine. Grâce à des progrès rapides et importants dans les techniques d'observation et d'investigation, la connaissance des fossiles et de la fossilisation au cours des temps géologiques a réalisé ses plus grandes avancées à partir du début du XXe siècle.
L'examen et le réexamen des fossiles sont constamment renouvelés chaque fois qu'il est possible d'utiliser des techniques plus modernes. L'application de ces techniques implique parfois la modification des approches précédentes. Par exemple, la tomographie aux rayons X a permis l'étude microtomographique des os et la restitution des moulages cérébraux des Dinosauriens, contribuant à faire voler en éclats le préjugé qui les imaginait comme des animaux « à sang froid, lents et stupides ». L'un des derniers fossiles remarquables à avoir été tomographiés est celui de Futalognkosaurus dukei, un dinosaure du clade des Lognkosauria, découvert en 2007 : le squelette était intact à 70 % et il est le troisième plus grand fossile au monde et aussi le plus complet d'entre eux. Ou encore, à la suite d'un examen mené en 2006 avec ces techniques tomographiques, la famille qui contient les vers Markuelia a été rapproché des Priapuliens, des Nématodes et des Arthropodes.

## Localisation des sites fossilifères
Certaines régions du globe sont particulièrement connues pour l'abondance de leurs fossiles. Ces sites fossilifères d'une qualité exceptionnelle portent le nom de Lagerstätten (littéralement « lieu de rangement », en allemand). Ces formations résultent probablement de l'enfouissement de carcasses dans un environnement anoxique avec très peu de bactéries aérobies, ce qui a ralenti le processus de décomposition. Sur l'échelle des temps géologiques, les lagerstätten s'étendent du Cambrien à nos jours.
Parmi ces sites, on trouve notamment les marnes jurassiques de La Voulte-sur-Rhône (conservation des parties molles de céphalopodes en trois dimensions), les schistes de Maotianshan en Chine et ceux de Burgess en Colombie-Britannique, le parc national de Miguasha au Canada ou le calcaire lithographique de Solnhofen en Bavière. Celui-ci détient, entre autres, un exemple d'Archéoptéryx. Ces gisements fossilifères sont tellement rares que chacune des découvertes ou redécouvertes qui y sont faites bouleverse la vision de la progression de la vie.

## Registre fossile
Le registre fossile correspond à l'ensemble des fossiles existants. Il s'agit d'un petit échantillon de la vie du passé, déformé et partial. Toutefois, il ne s'agit pas d'échantillons aléatoires. Toutes les investigations paléontologiques doivent tenir compte de ces aspects pour comprendre ce qui peut être obtenu grâce à l'utilisation des fossiles et ce qui ne peut pas l'être.

### Caractère lacunaire

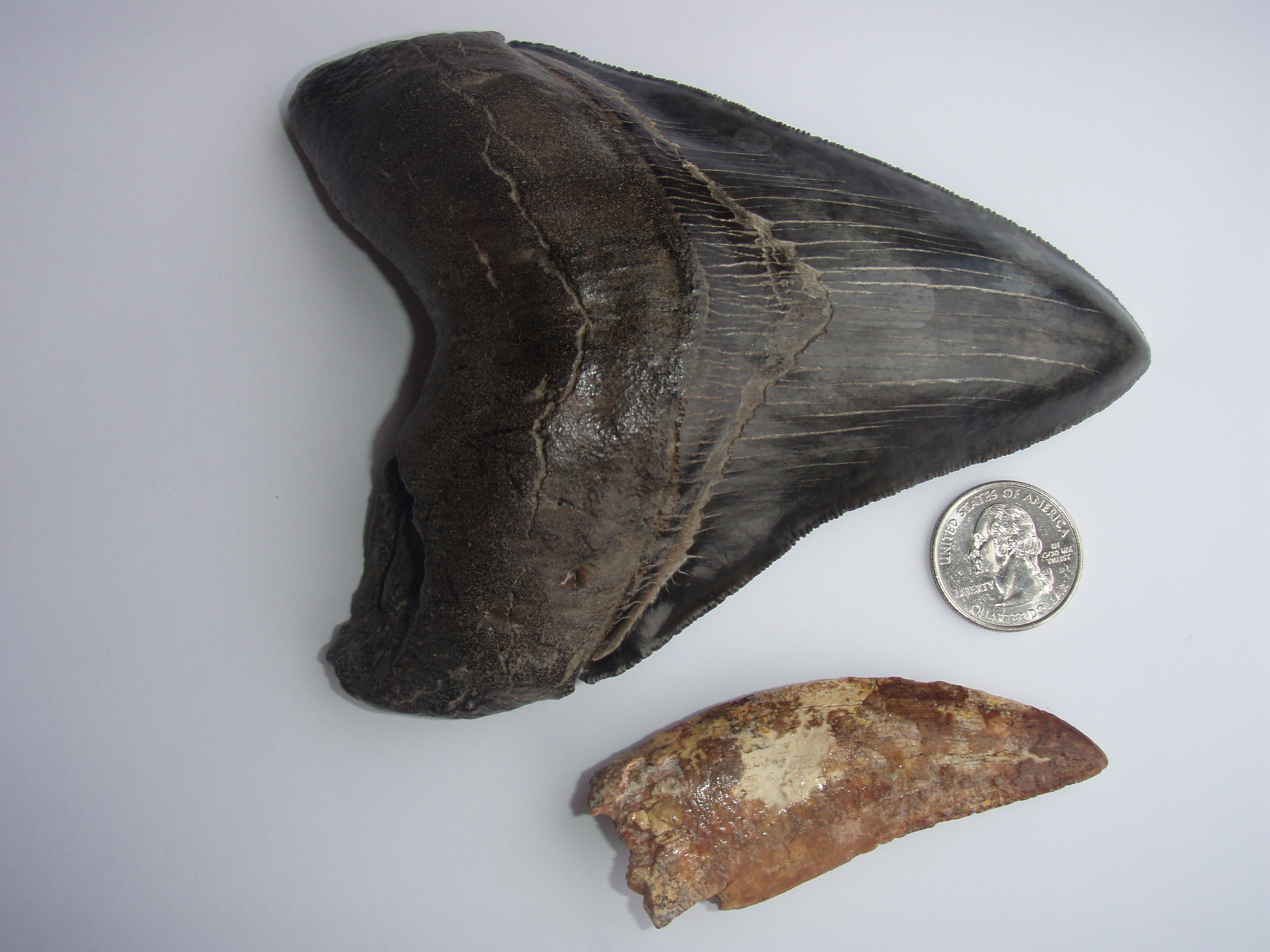
Dents de Megalodon et de Carcharodontosaurus.

La fossilisation est un événement extrêmement rare, d'où le caractère lacunaire du registre fossile. On estime entre 0,01 et 0,1 % la proportion d'organismes qui se fossilisent. En effet, une grande partie de ce qui compose un être vivant a tendance à se décomposer relativement rapidement après la mort. Pour qu'un organisme soit fossilisé, les restes doivent normalement être recouverts par les sédiments dans les plus brefs délais. Cependant, il existe des exceptions à cette règle, comme pour un organisme congelé, desséché, ou immobilisé dans un environnement anoxique (sans oxygène). Il existe plusieurs types de fossiles et de fossilisations.
En raison de l'effet combiné des processus taphonomiques et du simple hasard mathématique, la fossilisation tend à favoriser les organismes composés de parties dures, ceux qui sont particulièrement répandus sur le globe et ceux qui ont vécu pendant une longue période. D'autre part, il est très rare de trouver des fossiles de petits corps mous, d'organismes géographiquement limités ou éphémères géologiquement parlant, en raison de leur relative rareté et de la faible probabilité de conservation. Les spécimens de grande taille (macrofossiles) sont plus souvent observés, déterrés et exposés, alors que les restes microscopiques (microfossiles) sont de loin les fossiles les plus courants.
Certains observateurs occasionnels furent perplexes devant la rareté des espèces transitionnelles dans le registre fossile. L'explication communément admise a été donnée par Darwin. Il a ainsi déclaré que « l'extrême imperfection du registre géologique », combinée à la courte durée et à l'aire de répartition géographique réduite des espèces de transition, conduisait à une faible probabilité de trouver beaucoup de ces fossiles, ce qui était un point faible pour sa théorie de l'évolution. En d'autres termes, les conditions dans lesquelles se déroule la fossilisation sont assez rares et il est fort peu probable qu'un organisme donné se fossilise à sa mort. Eldredge et Gould ont développé une théorie de l'équilibre ponctué qui permet d'expliquer en partie le motif de stase et les apparitions soudaines dans le registre fossile. Enfin, le dilemme de Darwin (absence d'archives fossiles au Précambrien avant l'apparition soudaine, au cours de l'explosion cambrienne, de restes fossiles, principalement composés de coquilles et d'exosquelettes issus de la faune d'invertébrés marins) est remis en cause avec la description depuis le milieu du XIXe siècle de macrofossiles et surtout de microfossiles et de traces fossiles laissés par des microbes (bactéries, algues, moisissures) aux ères précambriennes (appelées à tort azoïques à l'époque de Darwin).

### Représentativité

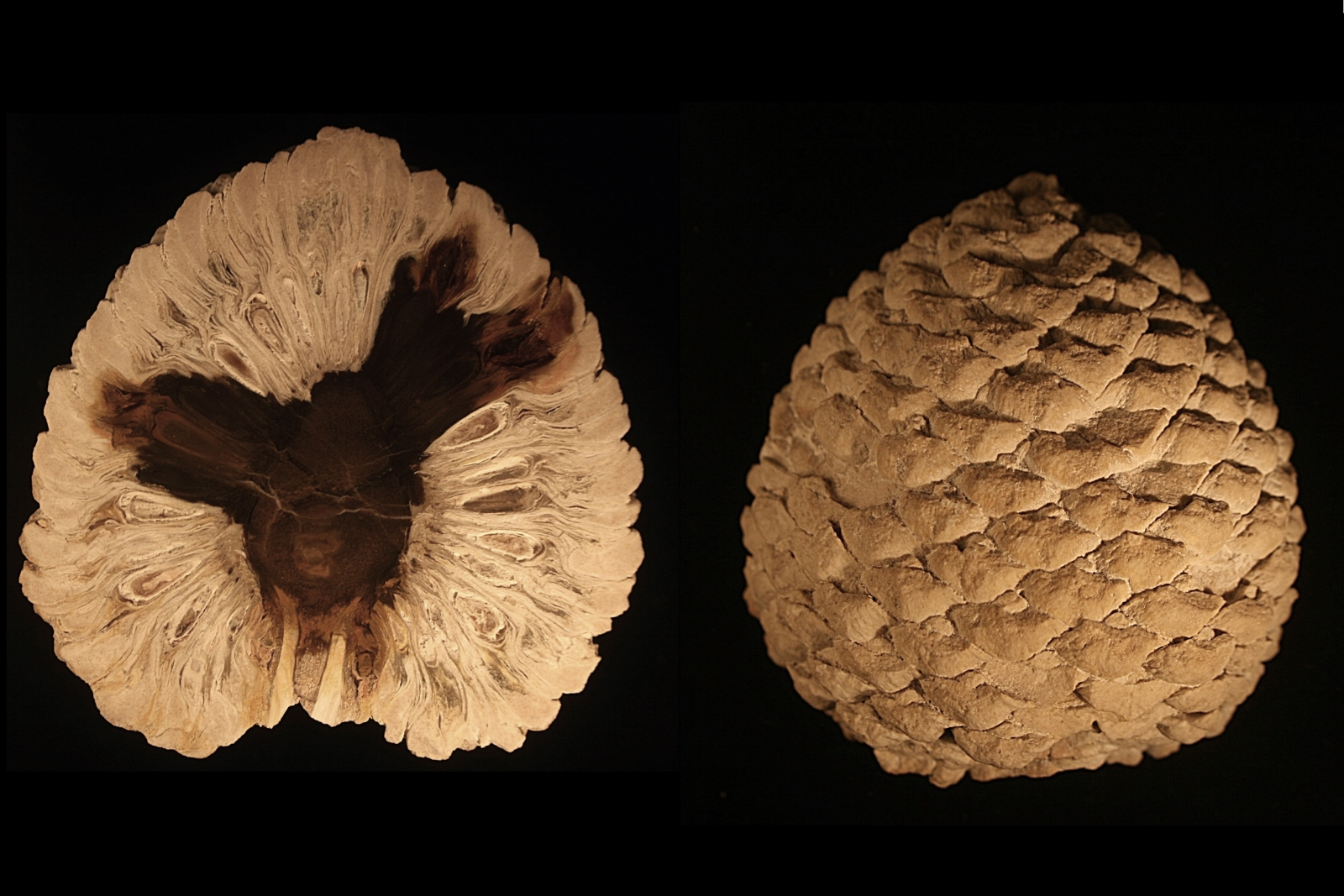
Cône fossilisé de Araucaria sp., datant du Jurassique.

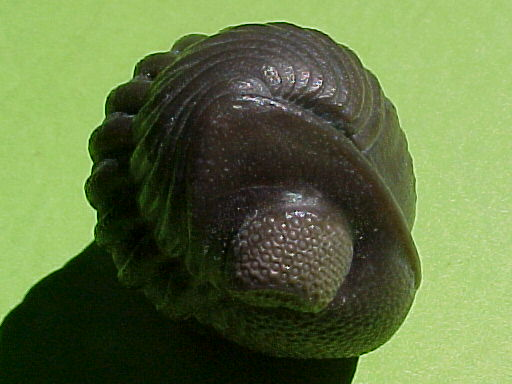
Fossile de triolobite Phacopide (Eldredgeops rana crassituberculata). Les yeux schizochroaux à facettes ont contribué à la formulation de la théorie de l'équilibre ponctué.

Le nombre total d'espèces vivantes (végétales et animales incluses) décrites et classées s'élève à 1,5 million. Ce nombre continue d'augmenter, en proportion de la taille des groupes étudiés : chaque année, les chercheurs découvrent près de dix mille espèces d'insectes (pour 850 000 espèces déjà connues) et une centaine d'espèces d'oiseaux (pour 10 700 à 11 150 espèces déjà connues). Par déduction et projection numérique, on estime à près de 5 millions le nombre d'espèces vivantes possibles. On ne connaît environ que 300 000 espèces décrites et classées d'après leurs fossiles, soit 20 % du nombre d'espèces vivantes et moins de 6 % du nombre probable. Le registre fossile s'étend d'il y a 3,5 milliards d'années jusqu'à aujourd'hui, mais 99 % des fossiles ne remontent que jusqu'à 545 millions d'années. Ces chiffres sont énormes si l'on considère que le registre fossile correspond à une période de centaines de millions d'années et que la faune et la flore vivant aujourd'hui ne représentent qu'un instantané à l'échelle des temps géologiques. Si la préservation des fossiles était bonne, on aurait davantage d'espèces fossiles que d'espèces vivantes à l'heure actuelle.
La rareté relative des espèces fossiles s'explique de plusieurs manières. Seule une fraction des fossiles découverts parvient aux scientifiques, car beaucoup sont broyés avec les roches en exploitation ou bien sont commercialisés sans avoir été étudiés. Les fossiles découverts ne représentent qu'une faible partie de ceux qui affleurent, qui eux-mêmes ne sont qu'une infime part de ceux qui gisent dans les sédiments, lesquels ne sont qu'une petite fraction de tous ceux qui se sont formés mais que la tectonique ou l'érosion ont détruit au fil du temps. Enfin, les restes fossilisés ne représentent qu'une minuscule part des espèces et des individus ayant vécu, car les conditions d'une fossilisation sont rarement réunies.
On a parfois pensé que la biodiversité a été moindre dans le passé géologique, car malgré les épisodes d'extinction massive, statistiquement, on constate un accroissement au fil des ères. Mais il peut s'agir d'un biais statistique, car la biodiversité se mesure au nombre de taxons décrits (espèces, genres, familles…) qui ont vécu en un lieu et au cours d'un intervalle de temps définis, or les roches récentes se trouvent dans les strates supérieures, encore peu détruites par la tectonique ou l'érosion et plus faciles d'accès, ce qui explique pourquoi les fossiles les plus récents sont généralement les moins rares. Dans le même ordre d'idées, le nombre de paléontologues travaillant sur le Protérozoïque et le Paléozoïque ne représente qu'un très faible pourcentage des chercheurs, alors que le travail sur ces périodes est considérable ; inversement, il y a de nombreux spécialistes du Mésozoïque et, parmi ceux-ci, des dinosaures.
Tout donne à penser que la diversité actuelle peut ne pas être significativement plus élevée que la moyenne, pour les ères géologiques remontant jusqu'au Cambrien. Par conséquent, le faible nombre d'espèces fossiles ne peut être expliqué de façon satisfaisante par l'idée que la diversité croît avec le temps. Les espèces disparaissent et sont remplacées par de nouvelles au cours des temps géologiques. Il a été suggéré qu'il faudrait un délai de douze millions d'années pour opérer un remplacement complet de toutes les espèces. La durée de chaque biochrone se situe entre 0,5 et 5 millions d'années (2,75 Ma en moyenne). Enfin, la quantité d'espèces fossiles est estimée à :

## Fenêtre temporelle
Les sites fossilifères n'offrent qu'une fenêtre temporelle limitée. Aucun fait ne peut être déduit en dehors de cette fenêtre.

## Différents types de fossiles

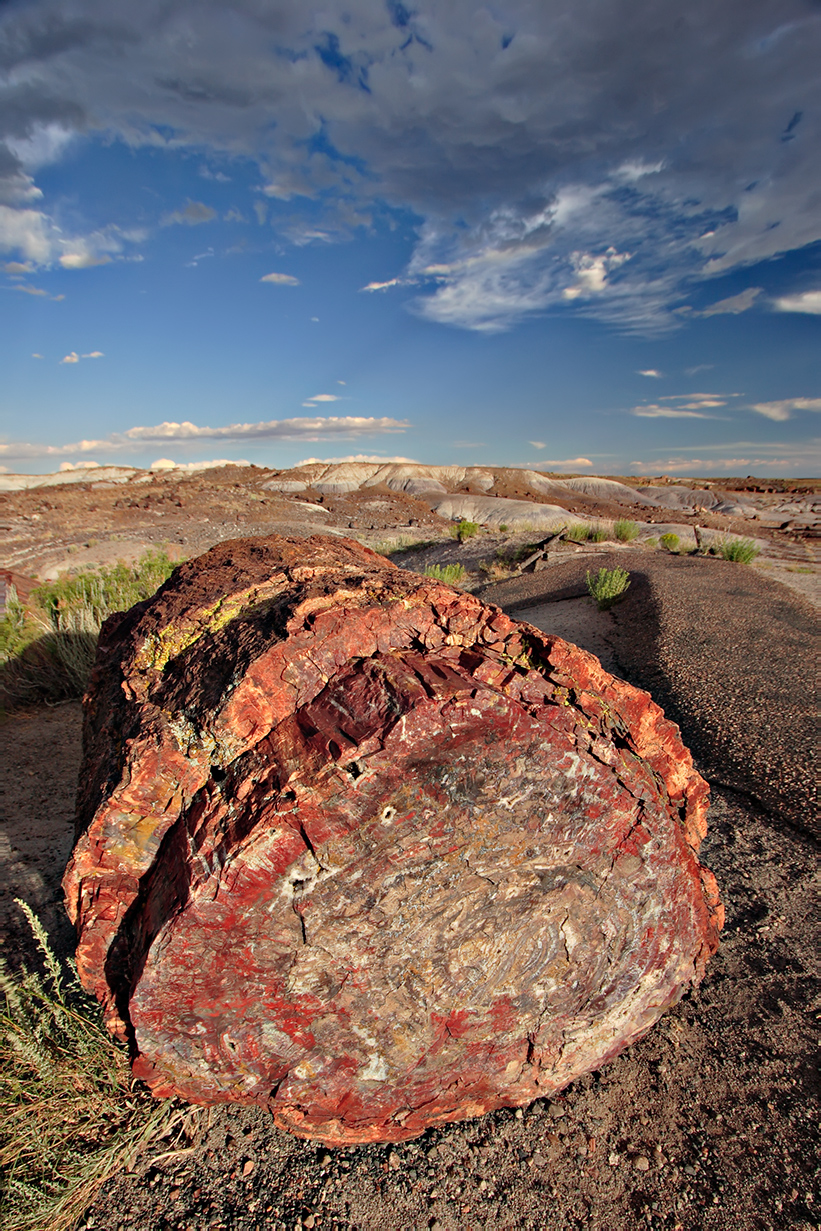
Tronc pétrifié d'Araucarioxylon arizonicum.

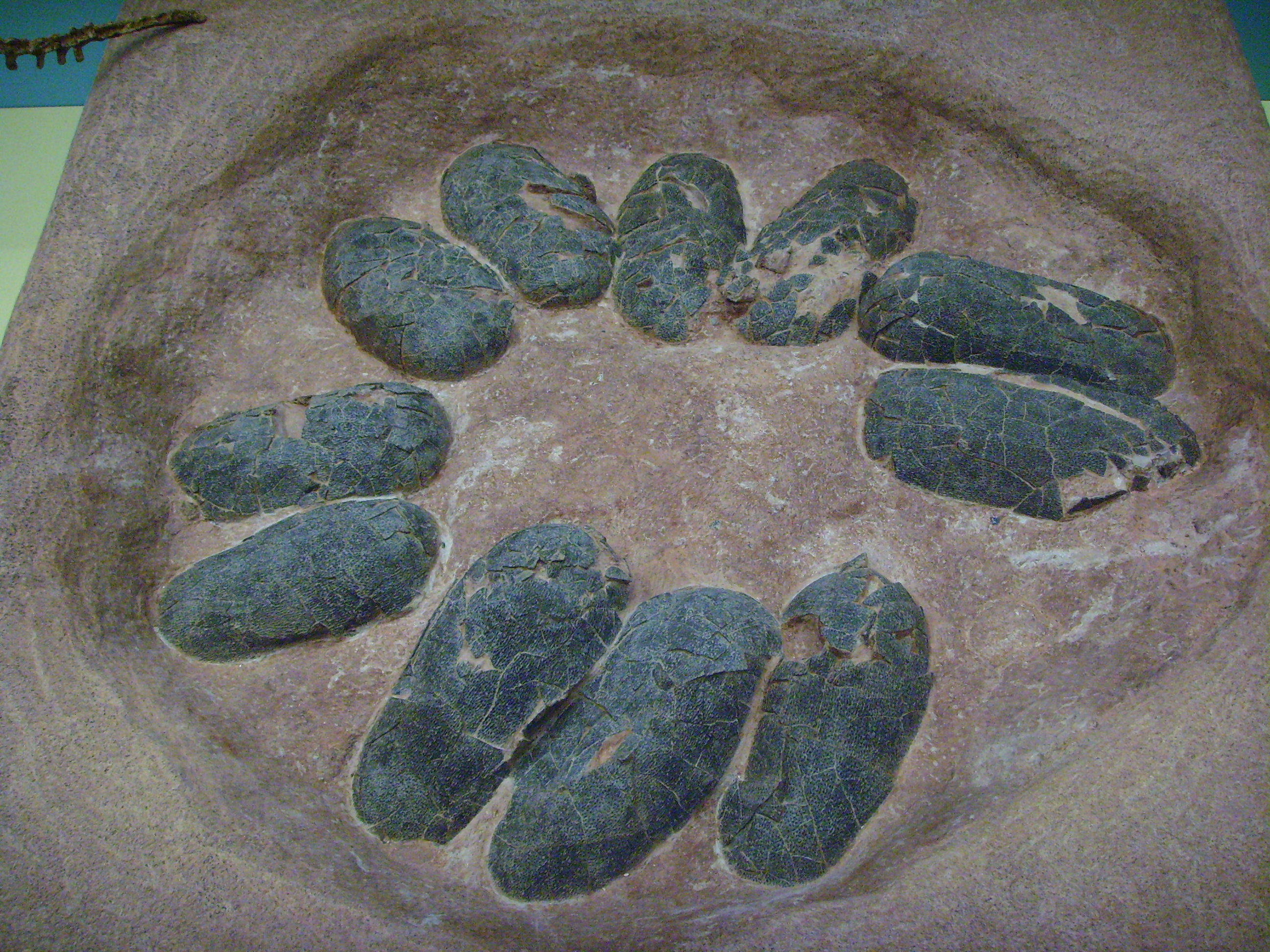
Nid d'Oviraptor contenant des œufs fossilisés.

Les fossiles les plus anciens sont les stromatolithes, qui sont composés de roches créées par la sédimentation de substances (telles que le carbonate de calcium) grâce à l'activité bactérienne. Celle-ci a été découverte à travers l'étude des stromatolithes actuellement produits par des tapis microbiens. La formation Gunflint contient de nombreux microfossiles, largement acceptés comme étant des restes microbiens.
Il existe de nombreux types de fossiles. Les plus courants sont des coquilles ou des os transformés en pierre, entiers ou non. Beaucoup d'entre eux montrent tous les détails originaux de la coquille ou de l'os. Les pores et autres petits espaces de leur structure sont remplis de minéraux. Les minéraux, tels que la calcite (carbonate de calcium), sont des composés chimiques qui ont été dissous dans l'eau. Lorsque la coquille ou l'os passe à travers le sable ou la boue, des minéraux se déposent dans les espaces de sa structure (c'est pourquoi les fossiles sont si lourds). D'autres fossiles ont pu perdre toutes les marques de leur structure originelle. Par exemple, un escargot dont la coquille était à l'origine composée de calcite peut se dissoudre complètement après avoir été enterré. L'impression laissée dans la roche peut alors se remplir par d'autres matériaux et forme une réplique exacte de l'escargot. Dans d'autres cas, l'escargot est dissous et il ne reste alors plus qu'un trou dans la pierre, une sorte de moule que les paléontologues peuvent remplir de plâtre pour découvrir à quoi ressemblait l'animal.
Généralement, les fossiles montrent seulement les parties rigides de l'animal ou du végétal : le tronc d'un arbre, la coquille d'un escargot ou les os d'un dinosaure. Certains fossiles sont plus complets. Si une plante ou un animal reste enfoui dans un type spécial de boue, qui ne contient pas d'oxygène, certaines des parties molles peuvent également être préservées en fossiles.
Les « fossiles parfaits » les plus spectaculaires sont ceux des mammouths laineux qui ont été retrouvés dans un sol gelé. La viande était tellement gelée qu'elle aurait pu être consommée, même après 20 000 ans. Par convention, on estime que les organismes fossilisés les plus récents vivaient à la fin de la dernière glaciation quaternaire (Würm), c'est-à-dire il y a quelque 13 000 ans environ. Ceux qui datent d'une époque plus récente (Néolithique, âge des métaux, etc.) sont généralement considérés comme des sous-fossiles.
Des produits chimiques inclus dans les sédiments peuvent indiquer la présence passée de certains organismes qui les sécrétaient ou en étaient faits. Certaines molécules organiques complexes, ou dérivées par altération de ces molécules complexes, peuvent signer l'existence passée de certains types d'organismes vivants. Enfin, des anomalies isotopiques, notamment un déficit en carbone 13, peuvent témoigner de la présence passée d'êtres vivants. Ces marqueurs chimiques ou isotopiques représentent l'extrême limite de la notion de fossile.

### Ichnofossile

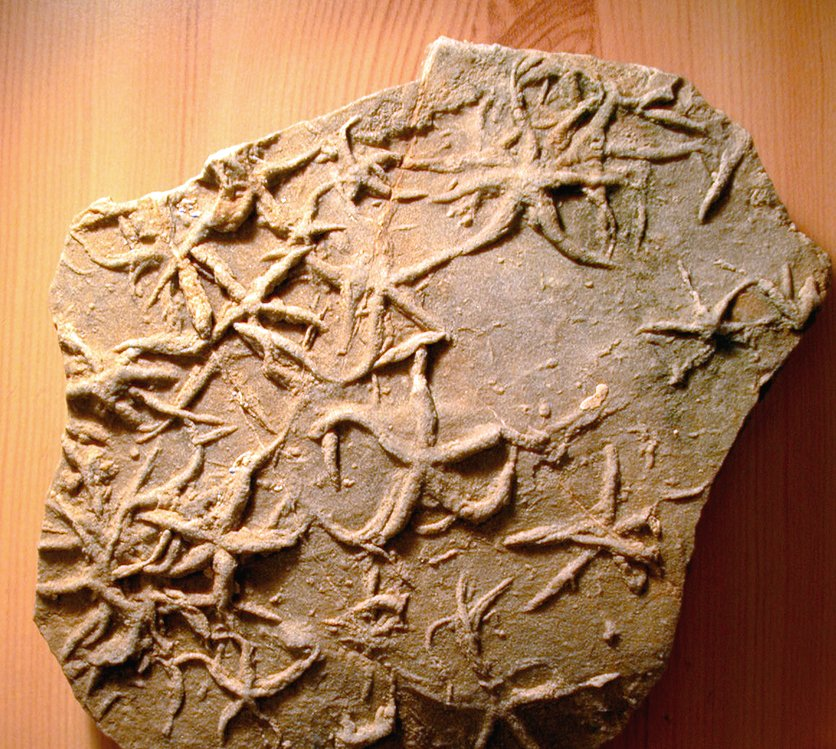
Asteriacites, ichnogenre attribué à des étoiles de mer (groupe Cubichnia).

Les ichnofossiles sont les restes de dépôts, d'empreintes, d'œuf, de nids, de bioérosion ou de n'importe quel autre type d'impression. Ils sont l'objet d'étude de la paléoichnologie. Les ichnofossiles présentent des caractéristiques qui les rendent facilement identifiables et permettent leur classification comme parataxons : ichnogenres et ichnoespèces. Les ichnotaxons sont des classes de pistes de fossiles regroupées suivant leurs propriétés communes : géométrie, structure, taille, type de substrat et fonctionnalité. Bien que parfois un diagnostic de l'espèce productrice de l'ichnofossile puisse être ambigu, en général, il est possible de déduire au moins le groupe biologique ou le taxon supérieur auxquels il appartenait.
Le terme ichnofaciès fait référence à l'association caractéristique des traces fossiles qui reflètent les conditions environnementales telles que la bathymétrie, la salinité et le type de substrat. Les traces et les empreintes d'invertébrés marins constituent d'excellents indicateurs paléoécologiques. En effet, elles sont le résultat de l'activité de ces organismes, en liaison avec leur environnement spécifique (nature du substrat et conditions du milieu aquatique : salinité, température, bathymétrie). En particulier, la profondeur de la mer conditionne le type d'organismes qui vont s'y développer et, par conséquent, il n'est pas surprenant que l'on puisse distinguer une gamme d'ichnofaciès suivant la bathymétrie, dont la nomenclature due à Seilacher fait référence aux types de pistes les plus fréquentes et les plus caractéristiques.

### Microfossile

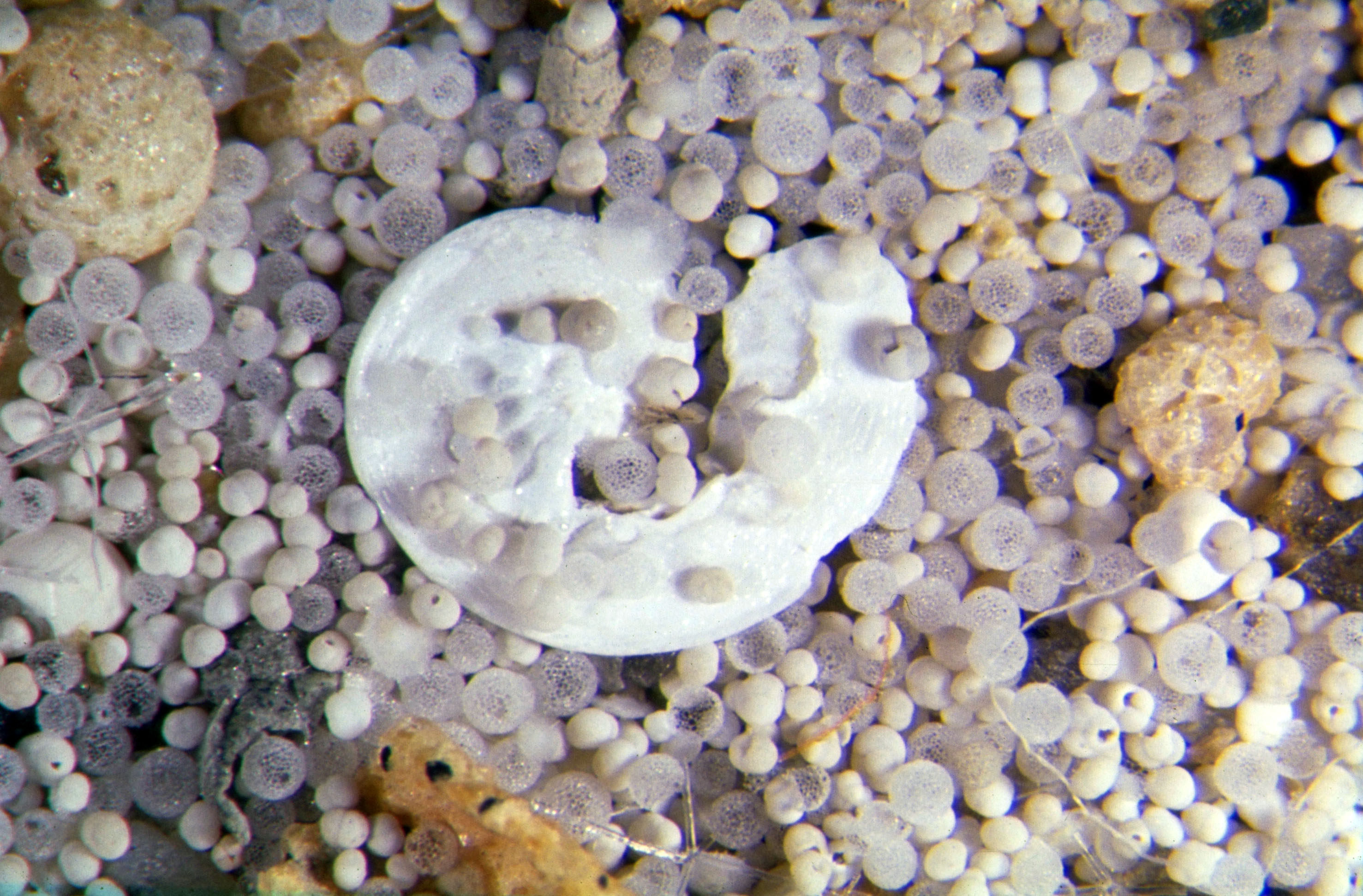
Microfossiles de sédiments marins provenant de l'Antarctique (diamètre moyen des petites sphères : 0.5 mm).

Le microfossile est une plante ou un animal fossilisé trop petit pour être analysé à l'œil nu. On applique communément un seuil de taille pour distinguer les microfossiles des macrofossiles, 1 mm, mais il ne s'agit que d'un guide approximatif. Les microfossiles peuvent être soit des organismes complets (ou quasi complets), comme les foraminifères planctoniques ou benthiques ou bien les ostracodes, soit des parties isolées de petits ou grands organismes, plantes ou animaux, comme les coccolithophoridés (restes calcaires de petites algues), les spicules de spongiaires, les pièces pédicellaires d'échinides, les ossicules d'ophiurides ou d'astérides, les spicules d'Holothurides, les petites dents, les écailles de petits poissons ou les spores. Les microfossiles sont, par leur abondance et leur diversité, d'une grande importance pour les biostratigraphes. Ceux-ci les utilisent pour dater des roches sédimentaires et donc corréler des séries sédimentaires. Ils les utilisent aussi comme indicateurs paléoenvironnementaux (salinité, profondeur des mers et océans, paléoclimat, etc.).
Les microfossiles peuvent être scindés en eucaryotes et procaryotes. Les procaryotes relativement petits puisqu'unicellulaires sont de loin les plus fréquents. Ils sont parfois représentés par des tests aux formes très complexes (« grands foraminifères »). C'est principalement par des restes dissociés que les eucaryotes, quant à eux, sont retrouvés en micropaléontologie.

### Résine fossile

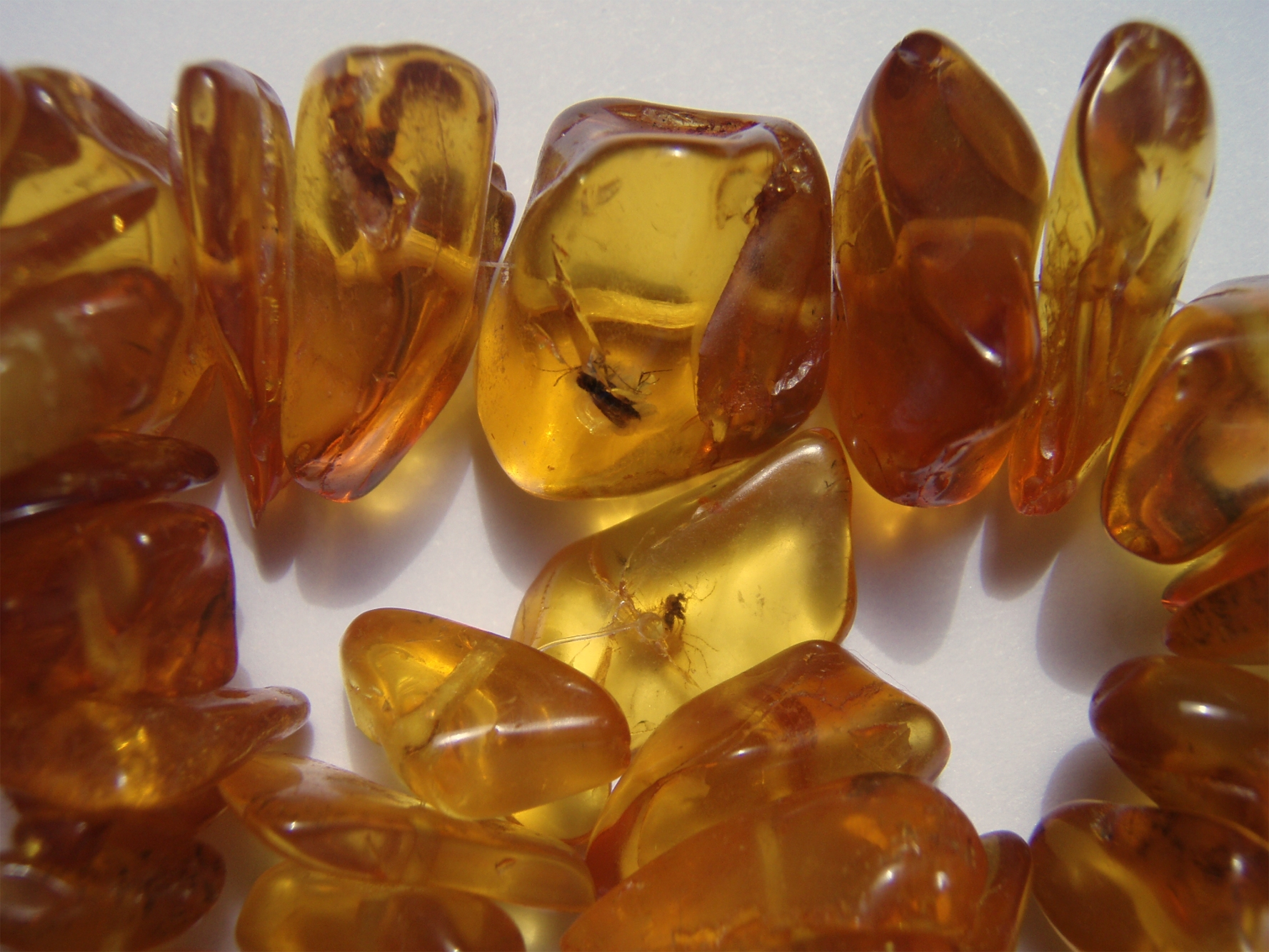
Un moustique et une mouche inclus dans de l'ambre, datant de 40-60 millions d'années.

La résine fossile (aussi appelée ambre) est un polymère naturel que l'on rencontre dans plusieurs types de strates différentes, partout dans le monde. Il s'agit de résine fossilisée provenant de la sève des arbres et datant pour la plupart du Tertiaire (2-5 millions d'années), voire du Trias (200 millions d'années). On la trouve généralement sous forme de pierres jaune-orangé.
On estime que la résine est une adaptation évolutive des arbres pour la protection contre les insectes et l'étanchéité des blessures causées par les éléments. La résine fossile contient souvent d'autres fossiles, appelés inclusions, qui ont été capturés par la résine collante. Il s'agit notamment de bactéries, de champignons, de plantes ou d'animaux. Les inclusions animales sont généralement de petits invertébrés, principalement les arthropodes comme les insectes et les araignées, et très rarement des vertébrés comme un petit lézard.

### «Fossile vivant»

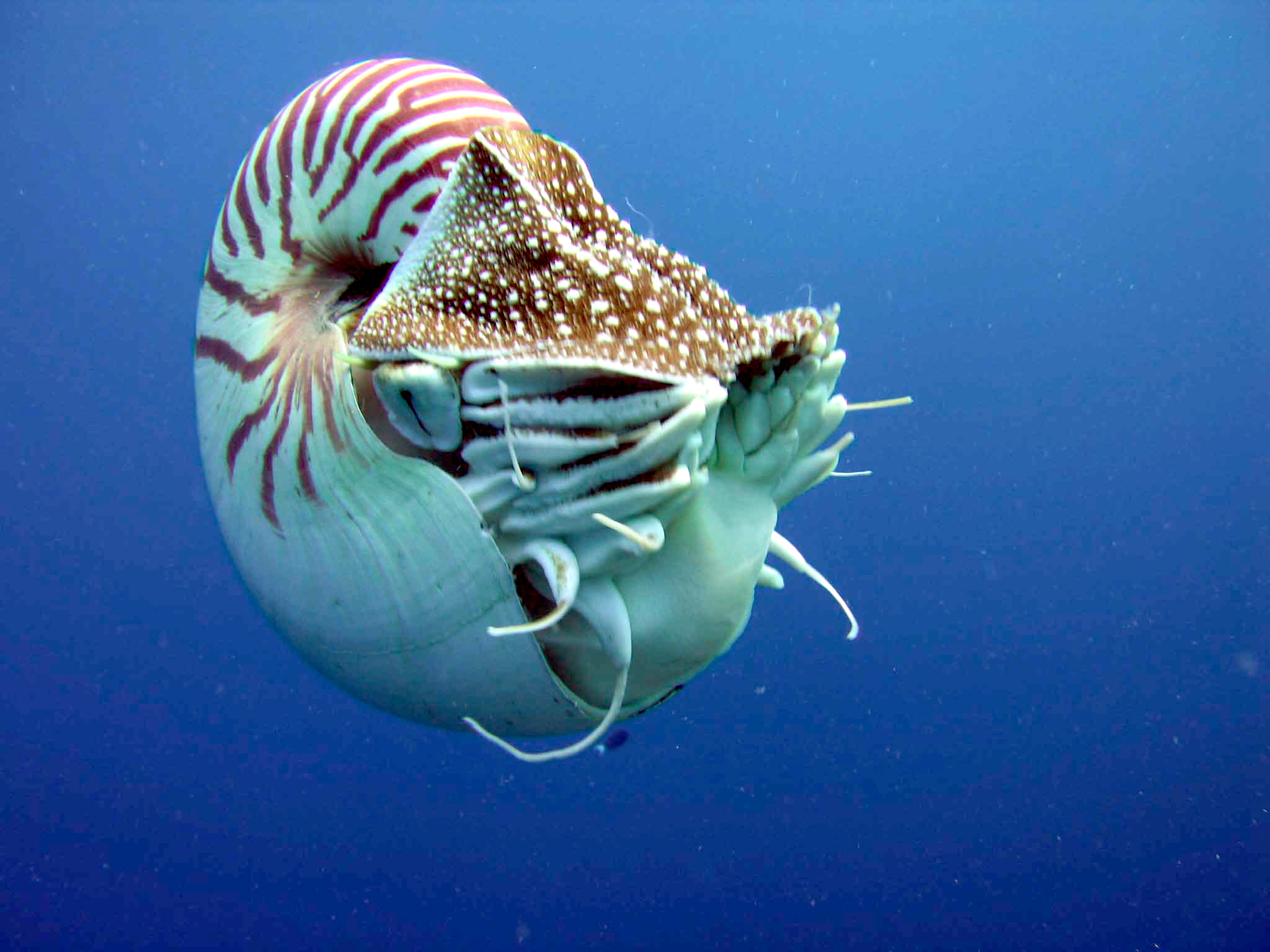
Nautile.

Le terme de « fossile vivant », lancé par Darwin en personne, reste couramment utilisé pour qualifier une espèce vivante qui présente des ressemblances morphologiques avec des fossiles retrouvés, mais il est inexact car une ressemblance superficielle n'empêche pas de substantielles différences notamment génétiques, et peut aussi traduire non pas une parenté, mais une convergence adaptative. Aujourd'hui, on parle d'« espèce panchronique ».
Les exemples de panchronisme les plus connus sont les brachiopodes, les gingkos ou les triops. Il peut s'agir d'espèces ou de taxons connus uniquement sous forme fossile avant que des représentants vivants ne soient trouvés (cas du cœlacanthe, découvert le long des côtes africaines en 1938, alors qu'on le pensait disparu depuis 70 millions d'années, ou encore des néopilines), d'espèces vivantes sans aucun proche parent (cagou de Nouvelle-Calédonie, caurale soleil…) ou encore d'un petit groupe d'espèces étroitement liées sans proche parent (limules, nautiles, psilotes, stromatolithes, tuataras, etc.).

### Pseudo-fossile

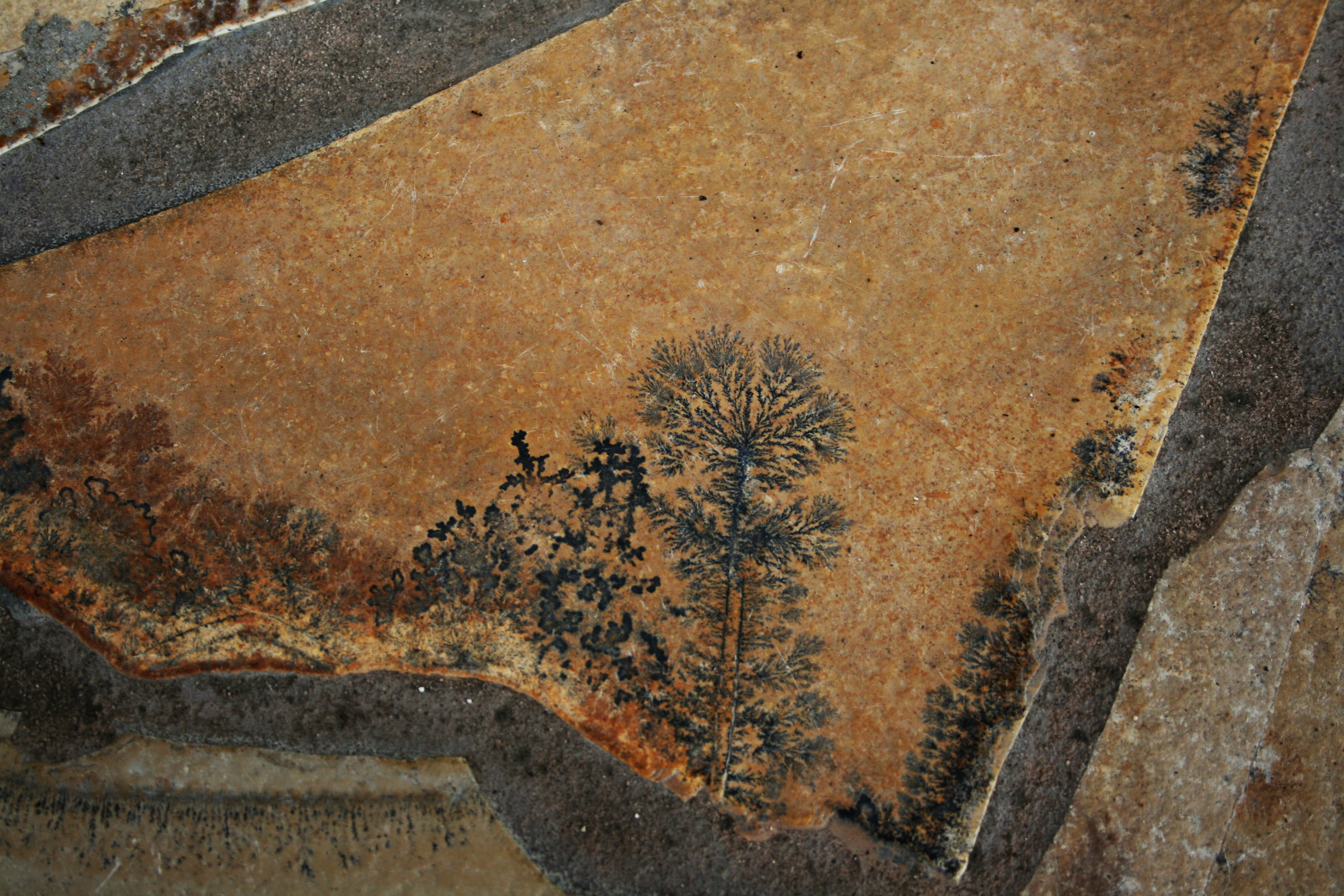
Dendrites de manganèse à la surface d'une dalle de calcaire lithographique du type Solnhofen, couramment employé en terrassement.

Un pseudo-fossile est un motif que l'on peut observer sur une roche mais qui est le résultat d'un processus géologique, plus que biologique. Ils peuvent facilement être confondus avec de vrais fossiles. Certains pseudo-fossiles, tels que les dendrites, sont formés par des fissures qui se produisent naturellement dans la roche et qui se remplissent par percolation des minéraux. Parmi les autres types de pseudo-fossiles, on peut également citer les reins de minerai (formes rondes dans le minerai de fer) ou l'agate mousse, qui ressemble à de la mousse ou des feuilles coincées dans une agate. Des concrétions, sphériques ou ovoïdes, en forme de nodules dans certaines couches sédimentaires ont déjà été prises pour des œufs de dinosaures et sont également souvent confondues avec des fossiles.
Les erreurs d'interprétation dues aux pseudo-fossiles ont généré des controverses dans l'histoire de la paléontologie. Ainsi, en 2003, un groupe de géologues espagnols a remis en question l'authenticité des fossiles de Warrawoona. Selon William Schopf, il s'agirait de cyanobactéries qui seraient les premières traces de vie sur la Terre, il y 3,5 milliards d'années. Le groupe espagnol affirme, pour sa part, qu'un sel de baryum et un silicate, placés dans un environnement alcalin, à température et pression ambiante, peuvent produire des structures filamenteuses similaires. Il en est de même pour les gaboniontes, un ensemble d'environ 250 fossiles macroscopiques datés de 2,1 milliards d'années, interprétés comme des organismes pluricellulaires par leurs découvreurs mais comme des pseudo-fossiles de pyrites inorganiques par les sceptiques.

## Processus de fossilisation

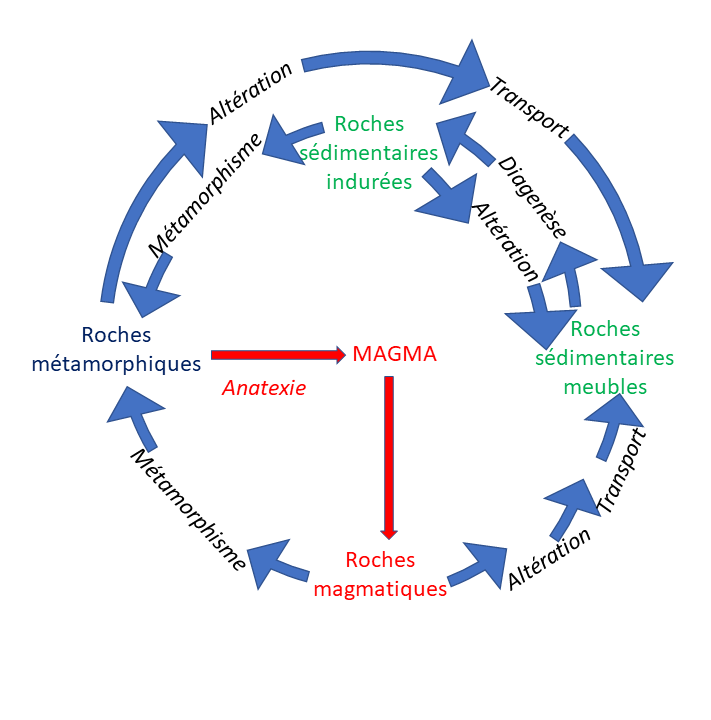
On rencontre les fossiles dans les roches sédimentaires.

Il faut des conditions particulières pour qu'un organisme vivant se fossilise. Ce processus s'opère le plus souvent par la minéralisation de l'organisme : les tissus sont remplacés par des substances minérales, pétrifiées au sein de la roche sédimentaire, roche par excellence pour la conservation de fossiles. Il peut y avoir, plus rarement, une conservation de la matière organique, dans les cas de congélation (celle des mammouths dans le pergélisol), de momification (momification dans du bitume ou de la diatomite (roche siliceuse)) ou d'inclusion dans de l'ambre. La conservation est meilleure et plus fréquente pour les parties rigides de l'organisme. Les tissus mous ne sont préservés de la décomposition qu'en l'absence d'oxygène, ce qui se produit dans certains dépôts de vase ou de boue, voire au sein d'argiles d'origine volcanique,.
Le temps de fossilisation est très long en cas de minéralisation (plusieurs millions d'années) ; il peut être très court (quelques heures) lorsqu'il y a congélation, ou phosphatisation de tissus.

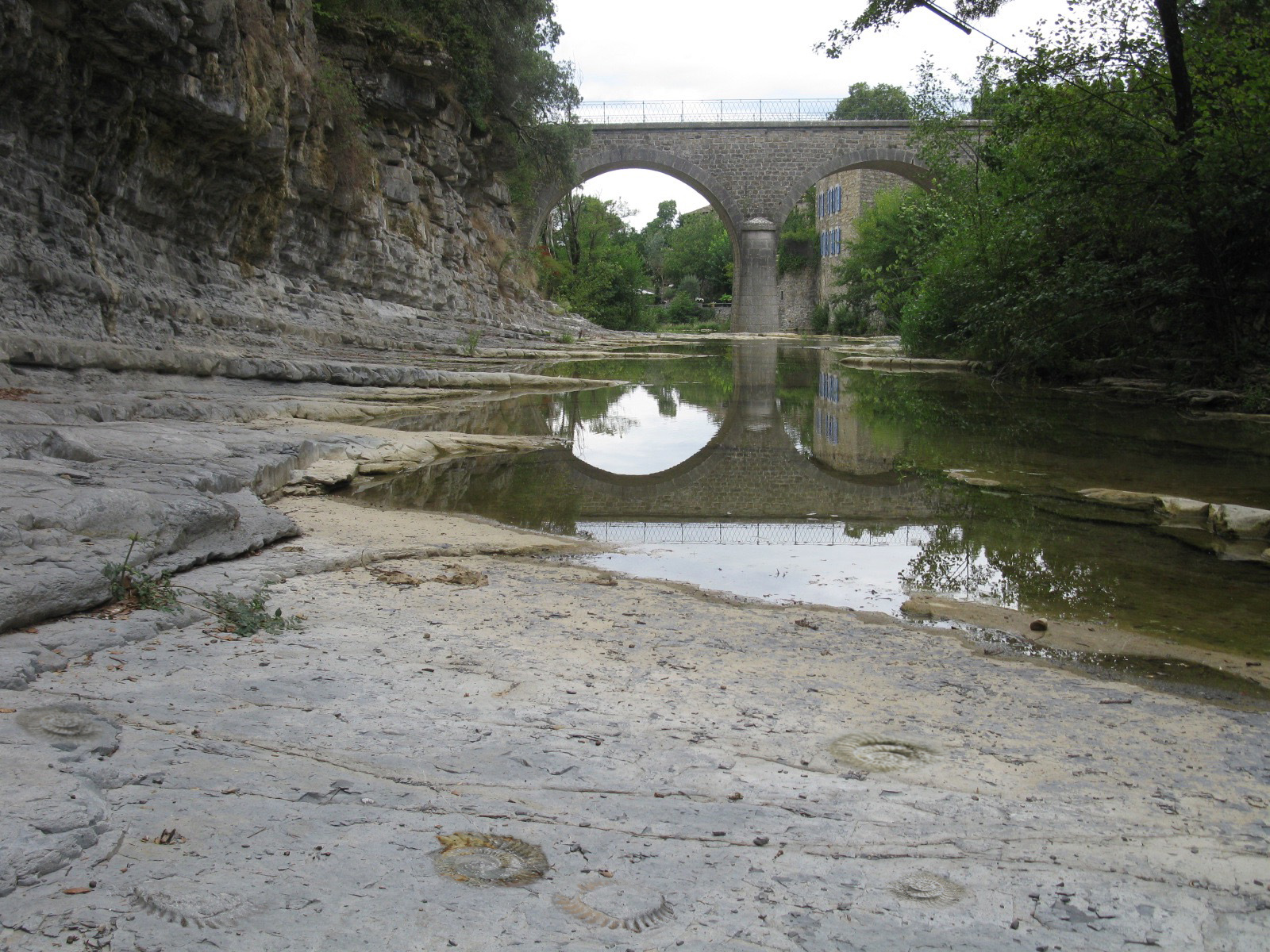
Exemple de thanatocénose ; dalle triasique ou jurassique à Ammonoidea in situ, sous le pont de Fressac sur la rivière Conturby (Gard, France).

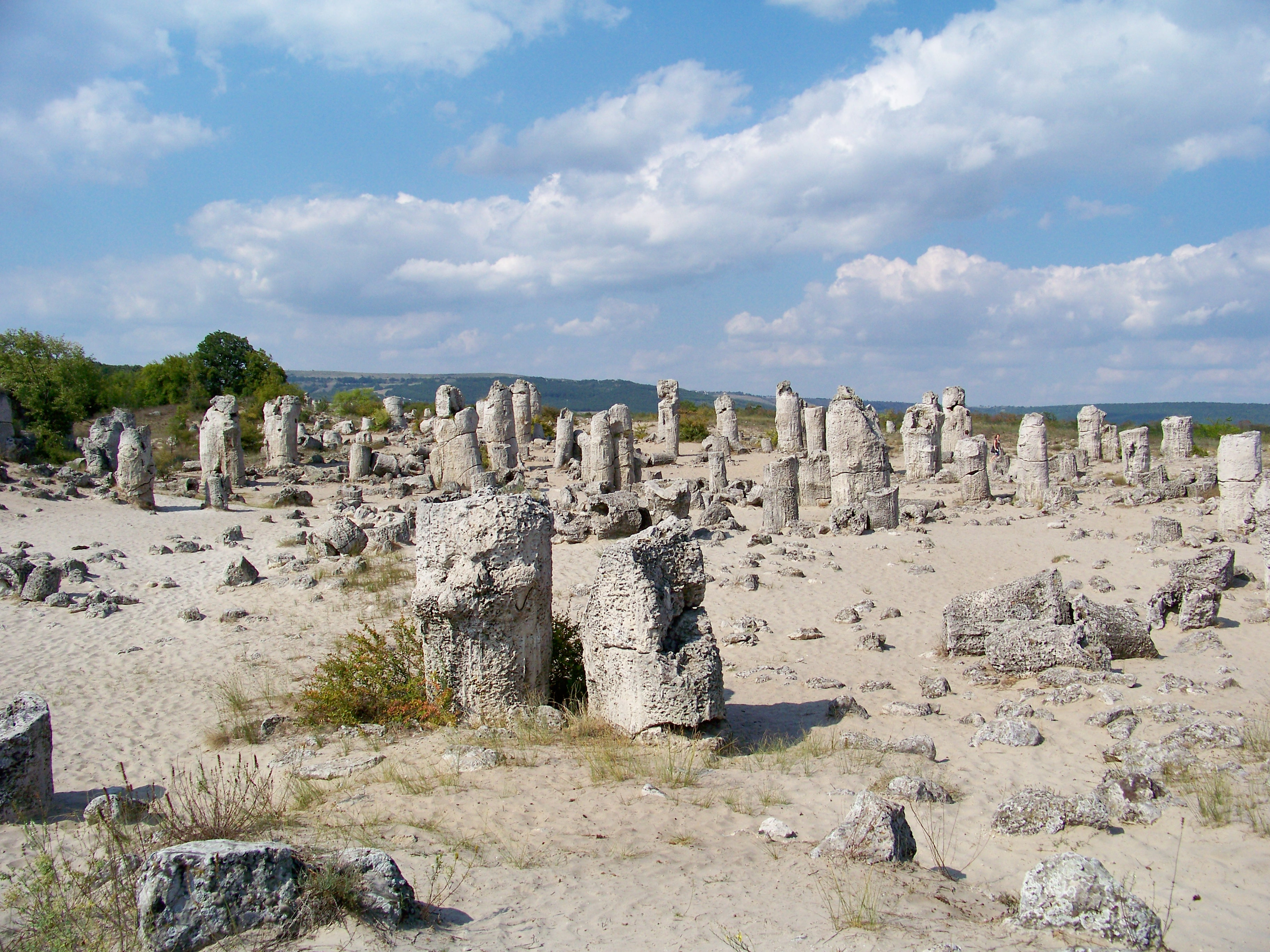
Troncs de Taxodioxylon du Tortonien fossilisés sur place (par ensevelissement dans une dune, devenue du grès) à Devnya (Bulgarie).

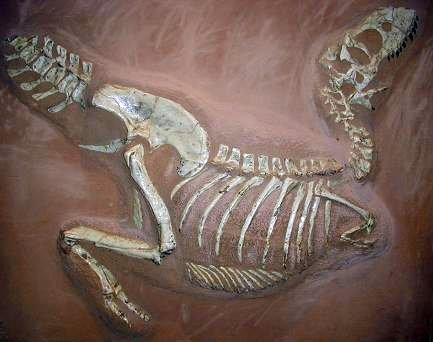
Moulage en plâtre du squelette fossile d'un Tarbosaurus au musée westphalien d'Histoire naturelle à Münster. L'original est conservé à Moscou, au musée Orlov de paléontologie.

Parfois ne sont conservées que des traces d'activité biologique (comme les terriers) ; c'est le domaine de la paléoichnologie.

### Processus de décomposition
La capacité de conservation des fossiles est en grande partie due au processus de décomposition des organismes. Celui-ci explique pourquoi il est rare de retrouver des fossiles des parties molles organiques (60 % des individus d'une communauté marine sont uniquement composés de parties molles). La présence des parties molles est alors le résultat de conditions sédimentologiques et diagénétiques exceptionnelles.
Les processus de décomposition aérobie sont les plus rapides et les plus efficaces pour la biodégradation. Ainsi, il est nécessaire d'avoir un environnement anoxique pour pouvoir préserver des organismes faiblement minéralisés et des parties molles. La demande en oxygène pour la décomposition en milieu aérobie est très élevée (106 moles de O2 pour 1 mole de carbone organique) :
(CH2O)106(NH3)16H3PO4 + 106 O2 → 106 CO2 + 16 NH3 + H3PO4 + 106 H2O.
La décomposition est la source principale de perte de données dans le registre fossile et la minéralisation est le seul moyen de la freiner. Les tissus peuvent se conserver sous la forme de perminéralisations (déchets organiques altérés) ou, quand la détérioration est prolongée, sous la forme d'empreintes. Si la décomposition est plus importante que la minéralisation, les tissus sont détruits et seuls les matériaux réfractaires (chitine, lignine ou cellulose) sont conservés.
La décomposition fossilisée se détecte en trois étapes. Dans un premier temps, on identifie la décomposition par les détériorations de la structure de l'organisme fossilisé (tissus osseux ou phanères modifiés, étalement des traces de lipides autour de l'organisme, etc.). Ensuite, il faut reconnaître les minéraux particuliers et les marqueurs géochimiques associés aux divers types de décomposition. Enfin, il faut rechercher les microfossiles des organismes microbiens impliqués dans le processus.
La matière organique se recycle en majeure partie dans l'eau, en particulier dans la zone euphotique. Une petite proportion de cette matière organique participe à la formation des sédiments adjacents et sera affectée par les modifications du flux organique (biostratinomique) telles que la photo-oxydation, l'activité microbienne et les organismes détritivores.

### Processus de diagenèse fossile

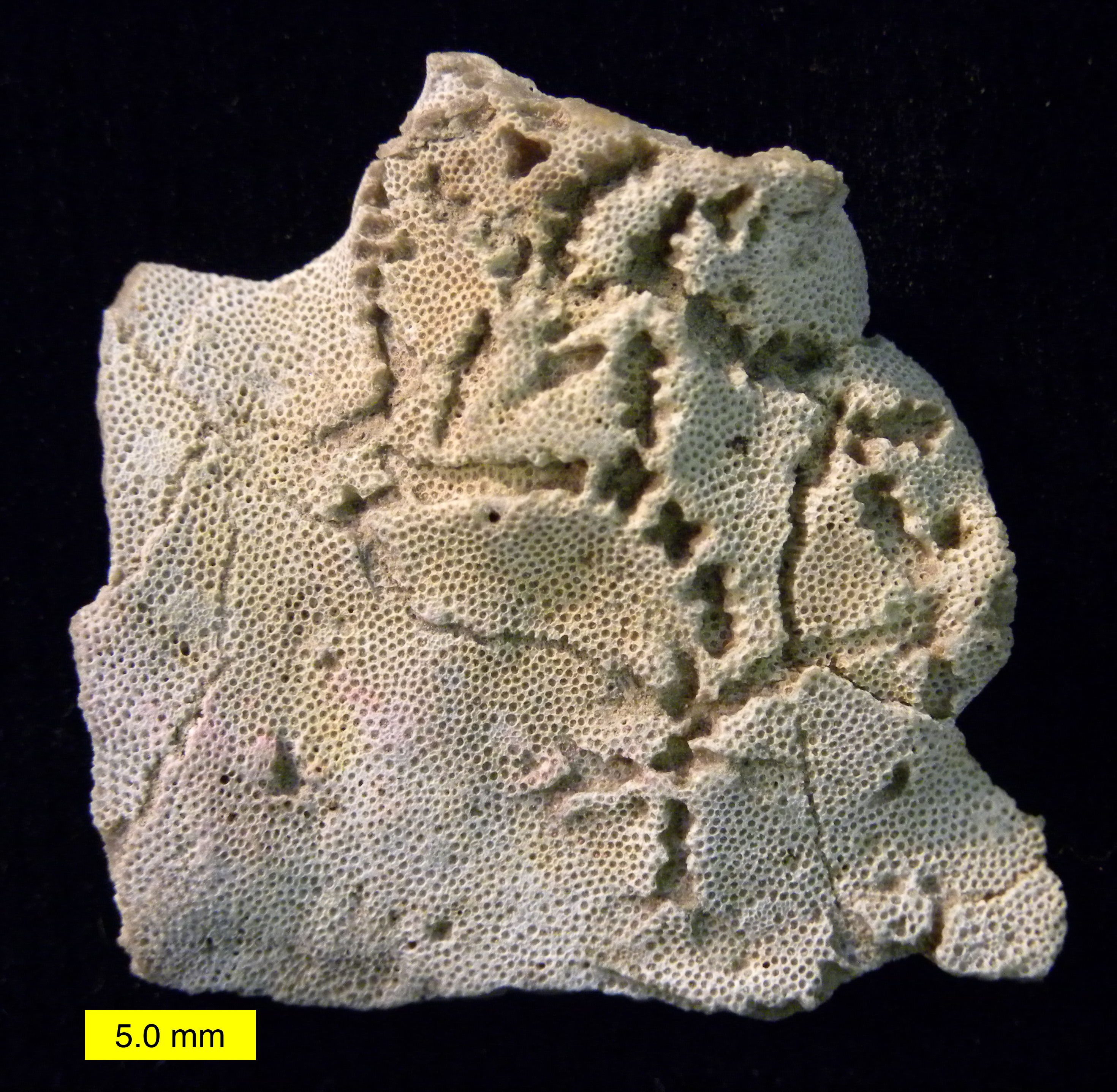
Catellocaula vallata, organisme à corps mou (trous en forme d'étoile), préservé par bioimurration dans un squelette de bryozoaire, datant de l'Ordovicien Supérieur.

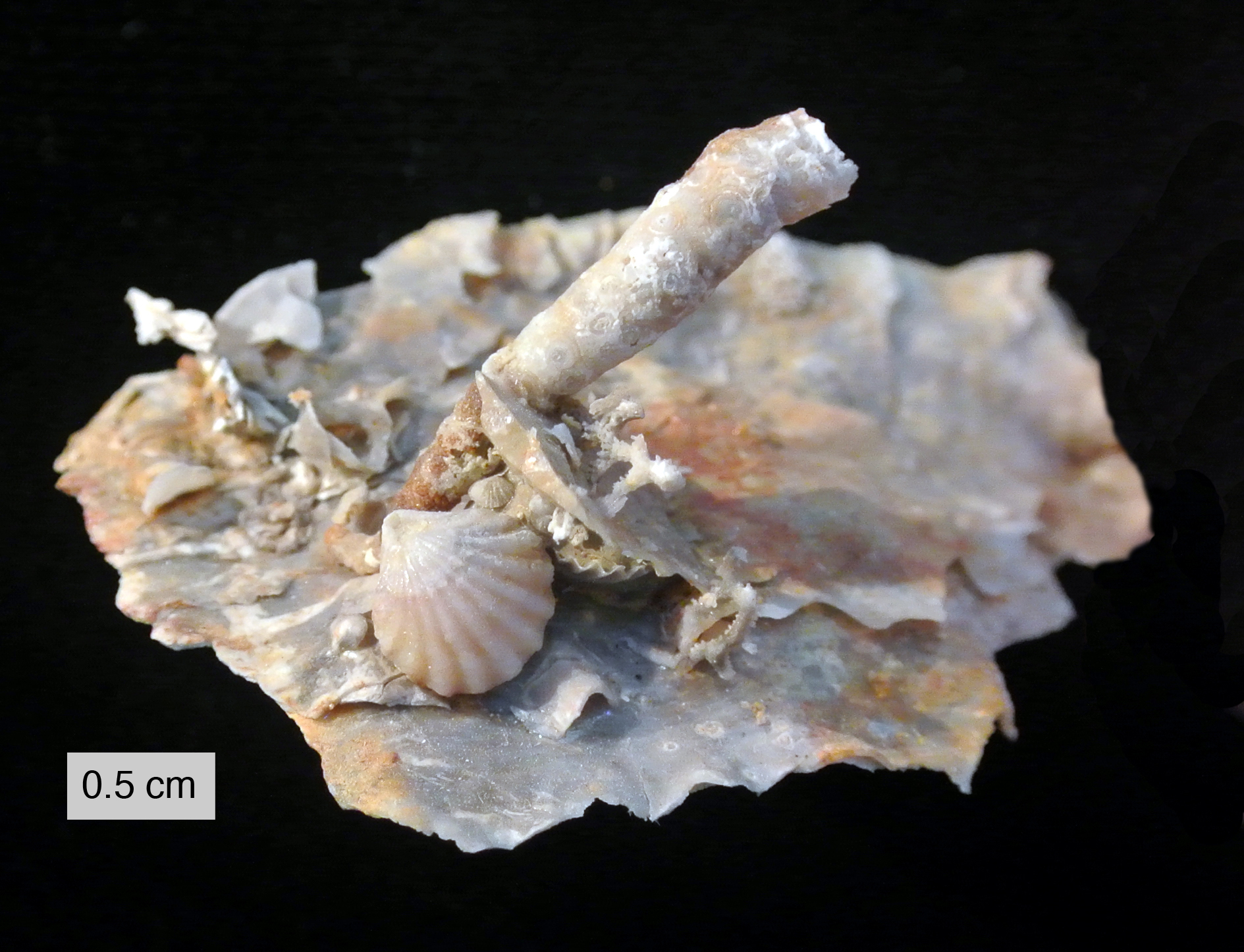

En plus des lipides, la matière organique comprend également des biopolymères, comme les glucides, les protéines, la lignine et la chitine, dont certains seront utilisés pour sa consommation ou modifiés par les organismes benthiques et les micro-organismes. Ceux qui ne sont pas utilisés pourront subir une polycondensation qui conduira à la formation de géopolymères qui s'intégreront au proto-kérogène (précurseur du kérogène). Lors de l'enfouissement des sédiments, la condensation s'accroît et l'insolubilité produit la lente conversion diagénétique du kérogène, constituant principal de la matière organique dans les sédiments anciens.
On trouve de grandes quantités de molécules organiques dans les sédiments et les roches sédimentaires. On les qualifie de marqueurs biologiques ou de « biomarqueurs ». Leur étude et leur identification nécessitent des techniques avancées d'investigation et d'analyse. Ces marqueurs conservent un registre très détaillé de l'activité biologique passée et ils sont liés aux molécules organiques actuelles. On trouve autant de sources possibles de marqueurs biologiques dans les échantillons que de molécules dans un organisme.
Une roche-mère est un volume rocheux qui a généré et expulsé des hydrocarbures en quantité suffisante pour former une accumulation de pétrole et de gaz. Elle se compose de grès, de sables, d'argiles et de certains calcaires fins, constituants favorables à un milieu qui assimile et transforme la matière organique selon des phénomènes de réductions. On peut les expliquer par l'accumulation successive de sédiments sur la matière organique qui, peu à peu, se retrouve emprisonnée dans un milieu fermé et anaérobie. À la suite de ces transformations, une portion de la matière organique se retrouve assimilée par la roche sédimentaire, devenant partie intégrante de sa composition. Pour ce qui est de l'autre portion, les macromolécules qui la composent deviennent insolubles et inassimilables dans la roche mère, formant alors le kérogène. La plupart des roches mères potentielles contiennent entre 0,8 et 2 % de carbone organique. Il est couramment admis, comme limite basse, un pourcentage de 0,4 % en volume de carbone organique pour la production d'hydrocarbures. Toutefois, la génération est plus efficace avec un pourcentage supérieur à 5-10 %. La nature des hydrocarbures générés dépend essentiellement de la composition du kérogène, qui peut être composé de deux types de matières organiques : les débris de plantes terrestres — les sédiments libèrent alors du gaz — ou d'organismes aquatiques, comme les algues, le phytoplancton, le zooplancton — auquel cas ils forment alors du pétrole (si la maturation est suffisante).

### Processus de destruction physico-chimique

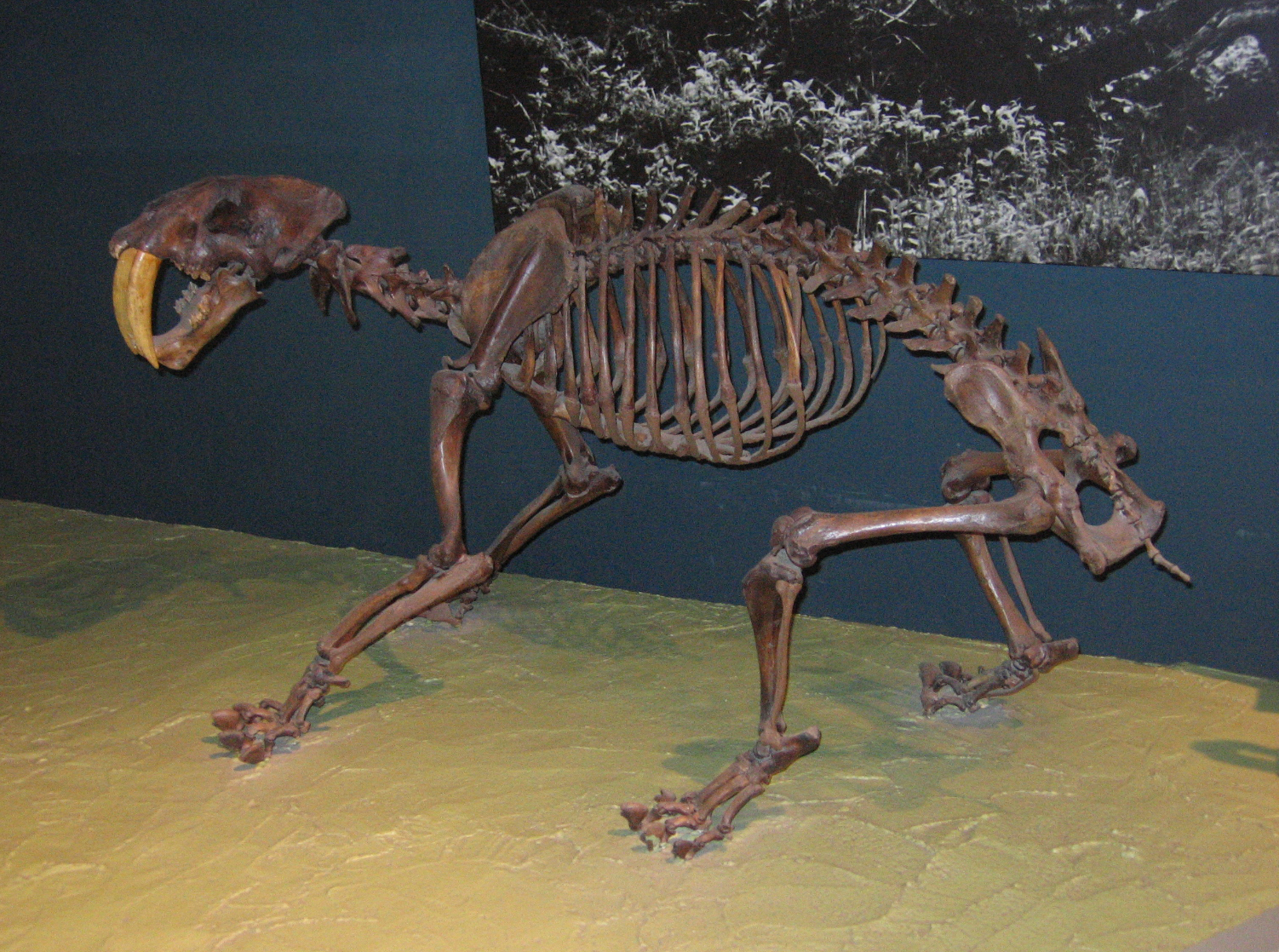
Tigre à dents de sabre (Smilodon californicus) fossilisé.

La durabilité des squelettes dépend de leur résistance à la rupture et à la destruction par des agents chimiques, physiques et biotiques. Ces processus destructeurs peuvent être divisés en cinq catégories qui suivent plus ou moins l'ordre séquentiel : la désarticulation, la fragmentation, l'abrasion, la bioérosion et la corrosion/dissolution.
La désarticulation correspond à la désintégration de squelettes composés de plusieurs éléments le long des jointures ou des articulations préexistantes. Ce phénomène peut également se produire avant même la mort, comme lors de la mue ou de l'exuvie chez les arthropodes. Cette décomposition détruit les ligaments reliant les ossicules d'échinodermes en quelques heures ou quelques jours après la mort. Les ligaments composés de conchyoline, comme ceux des moules, sont plus résistants et peuvent rester intacts pendant des mois, en dépit de la fragmentation de la coquille.
La fragmentation se produit lors d'un impact par des objets physiques et par des agents biotiques, tels que les prédateurs ou les nécrophages. Certaines formes de rupture permettent d'identifier le prédateur. Les coquilles ont tendance à se briser le long de lignes de faiblesse préexistantes, telles que les lignes de croissance ou d'ornementation. La résistance à la fragmentation dépend de plusieurs facteurs : la morphologie du squelette, la composition et la microstructure (notamment l'épaisseur et le pourcentage de matière organique).

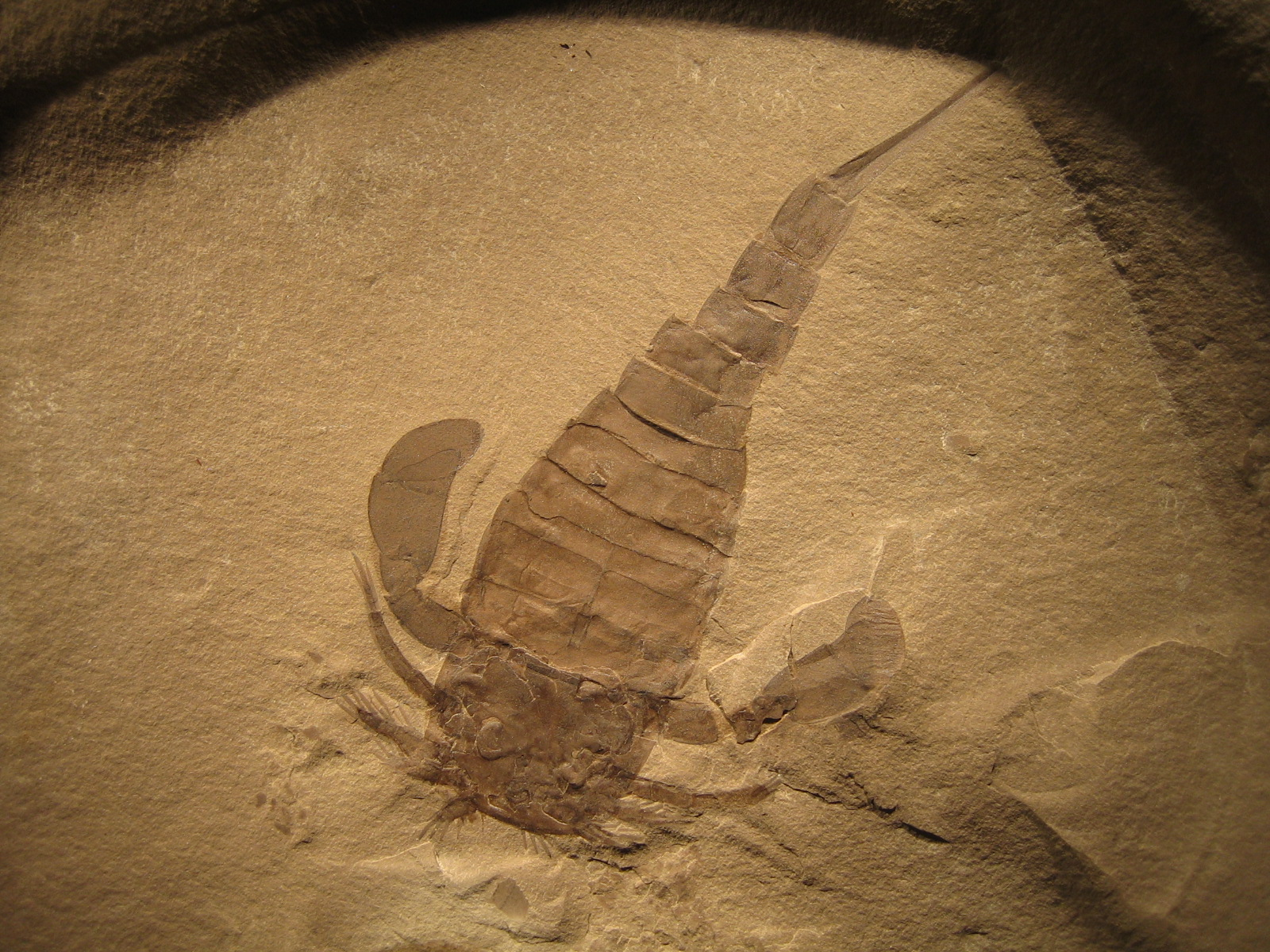
Fossile d'Eurypterus remipes.

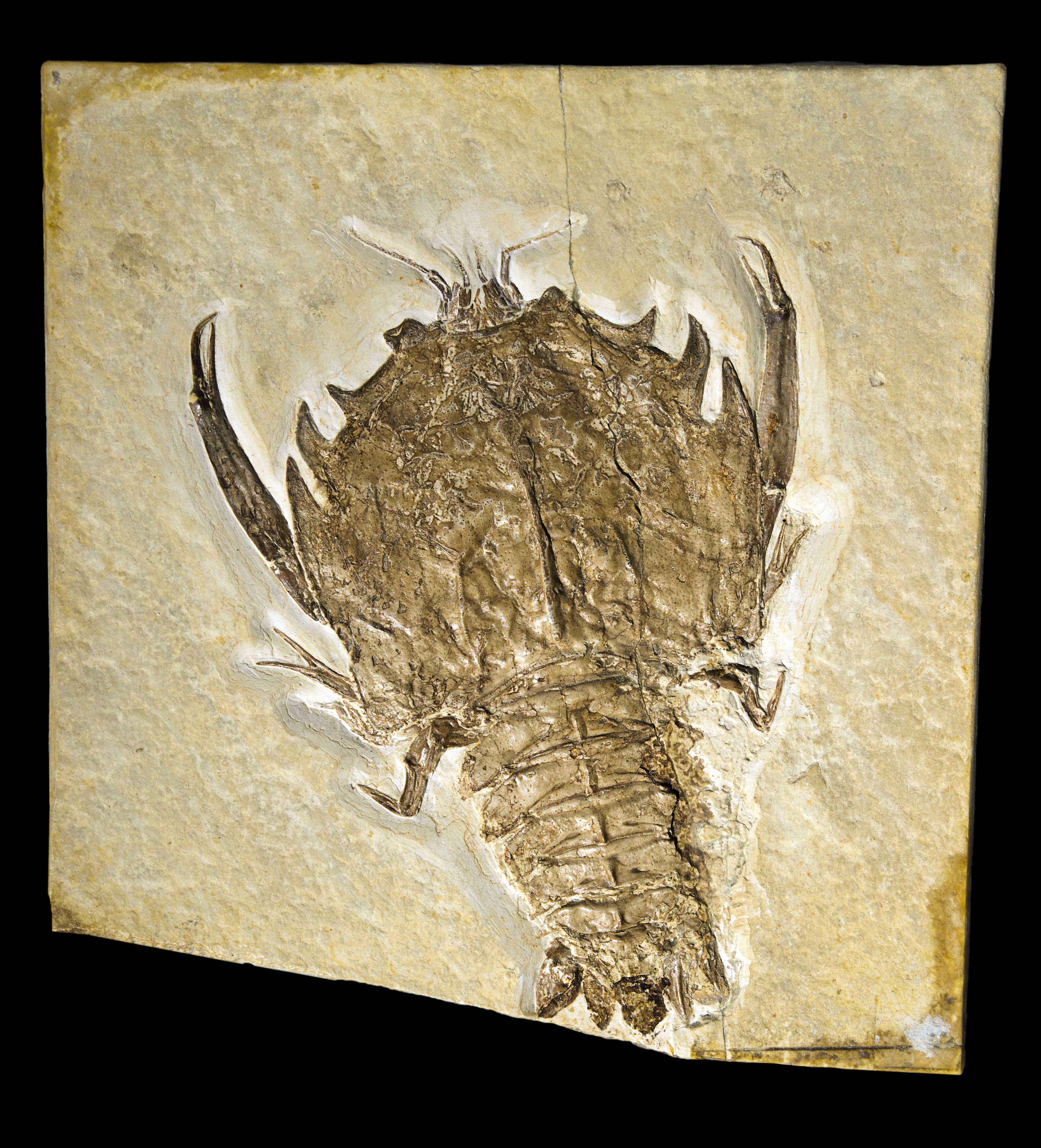
Le crustacé Eryon cuvieri du Tithonien de Solnhofen (de -150,8 ± 4 à -145,5 ± 4 millions d'années), à morphologie intermédiaire entre les crabes et les Macroures.

L'abrasion est le résultat du polissage et du concassage des éléments du squelette, qui produit un arrondissement et une perte des détails de la surface. Il y a eu des études semi-quantitatives sur les proportions de l'abrasion, en introduisant des coquilles dans un tambour rotatif rempli de gravier siliceux. Le degré d'intensité est lié à plusieurs facteurs : l'énergie du milieu, le temps d'exposition, la taille de la particule abrasive et la microstructure du squelette.
La bioérosion ne peut se produire que si elle est associée à des fossiles reconnaissables, tels que les éponges Cliona ou les algues endolithiques. Son action destructrice est très importante dans les milieux marins peu profonds, où on peut observer une perte de masse allant de 16 à 20 % dans les coquilles des mollusques actuels. Aucune étude ne montre toutefois si les proportions étaient les mêmes au Paléozoïque, quand les éponges cliona étaient moins abondantes.
La corrosion et la dissolution sont le résultat de l'instabilité chimique des minéraux qui se trouvent dans la colonne d'eau et dans les pores des sédiments. La dissolution commence à l'interface sédiment-eau avant de continuer vers l'intérieur du sédiment. La bioturbation des sédiments favorise normalement la dissolution grâce à l'introduction d'eau de mer à l'intérieur du sédiment, ce qui permet également l'oxydation des sulfures.
Dans la pratique, il est difficile de distinguer les effets de l'abrasion mécanique, de la bioérosion et de la corrosion. Certains auteurs ont ainsi proposé le terme de corrasion pour indiquer l'état général des coquilles, comme le résultat d'une combinaison de ces processus. Le grade de corrosion est proportionnel à un indice général du temps durant lequel les restes ont été exposés à ces trois processus.

### Diagenèse fossile
La compréhension des processus diagénétiques est essentielle pour l'interprétation correcte de la minéralogie originale, de la structure des squelettes et des coquilles, de leurs affinités taxonomiques et de la paléoécologie. L'une des difficultés est très souvent de déduire ce qu'a été la minéralogie originale de groupes disparus (coraux bruts, archéocyathes, stromatopores, etc.). La transition vers un état de fossile dépend surtout de la composition du squelette.

#### Nodule de carbonate et de calcaire lithographique

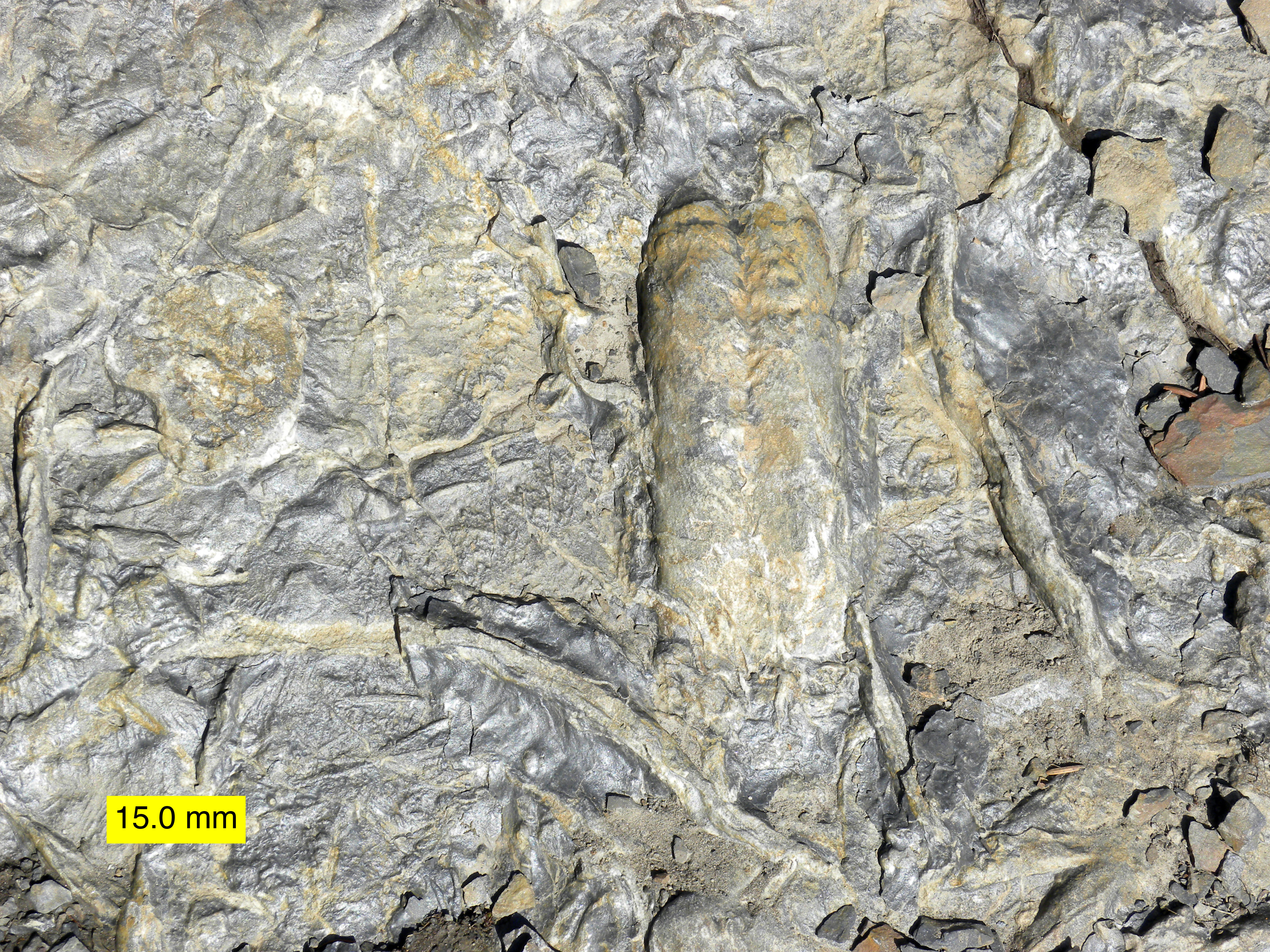
Rusophycus, que l'on assimile généralement à des traces de trilobites.

La préservation des parties molles est souvent associée à la précipitation des carbonates sous la forme de nodules stratifiés, comme pour le calcaire lithographique. Les nodules de carbonates sont composés de calcite ou de sidérite, et associés aux sédiments argileux riches en micro-organismes. Ils contiennent souvent des fossiles conservés dans leurs trois dimensions, et parfois même les restes fossilisés des parties molles. Leur taille varie entre 10 et 30 centimètres, même si certains atteignant les 10 mètres ont été retrouvés (dont un Plésiosaure complet). Le contenu de micro-organismes et leur décomposition sont les principaux facteurs qui contrôlent le degré d'anoxie, le potentiel d'oxydo-réduction et le pH. En présence d'oxygène, la respiration microbienne produit du CO2 qui s'accumule dans l'eau interstitielle des sédiments, favorisant la dissolution des carbonates :
En l'absence d'oxygène, les bactéries utilisent une série d'oxydants alternatifs dans le processus de la respiration (Mn, NO3−, Fe ou SO42−). Une fois que tous les oxydants ont disparu, la fermentation devient la réaction dominante et la production de méthane augmente. Le calcaire lithographique se forme dans un environnement marin ou lacustre et se présente sous forme de fines bandes à grain fin. Par exemple, le célèbre calcaire de Solnhofen datant du Jurassique contient des fossiles d'Archaeopteryx. Les dépôts de carbonate peuvent provenir de sources biogéniques (comme les algues calcaires) ou d'un précipité chimique.

#### Squelette d'aragonite
Normalement, l'aragonite se transforme en calcite à travers un processus de dissolution ou de calcification. Si les eaux du gué[Quoi ?] ne sont pas saturées en carbonates, il se produit une dissolution totale du squelette et des chairs par la calcite. L'espace vide reproduit le moule d'une coquille vide et la structure de cette dernière n'est pas conservée. Il peut se former des druses avec des cristaux dirigés vers le centre. La durée de ce processus est variable. Dans le cas de la calcification, le squelette des coquilles conserve son ancienne structure (en couches ou lamelles). Il se peut même que soient préservés les cristaux d'aragonite, ce qui nous donne des renseignements très utiles. Ce remplacement se fait progressivement et respecte la structure d'origine.

#### Squelette de calcite

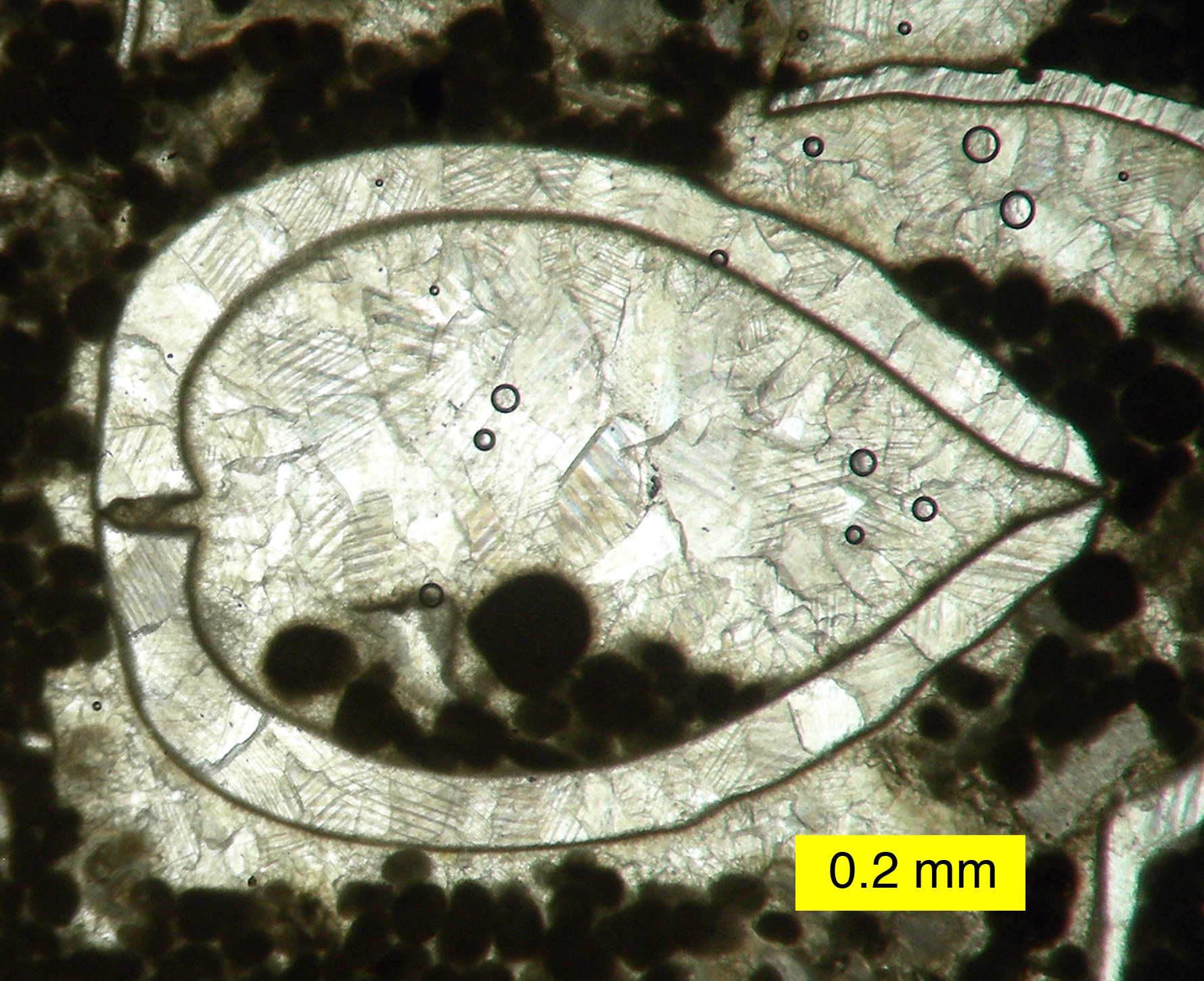
Moulage calcitique d'une coquille de bivalve.

En général, les squelettes fossiles qui étaient constitués de calcite conservent souvent leur composition originale (à moins qu'ils ne se silicifient ou ne se dolomitisent). La teneur en magnésium a tendance à diminuer, de sorte qu'il puisse y avoir une altération diagénique, soit à forte, soit à faible teneur en calcite. Il existe des techniques spéciales, telles que la cathodoluminescence, pour déterminer son contenu original à partir des zones qui ont conservé leur composition originale.

#### Squelette calcaire
Les squelettes de carbonate de calcium peuvent se transformer en apatite sans modification de la morphologie externe. Dans les milieux naturels, cette modification diagénique est associée à des dépôts de phosphate. La transformation bactérienne des organismes calcaires en apatite a été démontrée en laboratoire. Ces observations et ces expériences suggèrent, dans un premier temps, que le phosphore nécessaire pour remplacer le carbonate par de l'apatite provient des micro-organismes des sédiments. Par ailleurs, il semble que les micro-organismes (bactéries, algues, champignons) favorisent la décomposition, en libérant des ions phosphates et en acidifiant l'eau interstitielle des sédiments. Cette acidification, qui peut être très localisée, favorise la dissolution des carbonates. Le phosphate libéré se combine avec le calcium pour former de l'apatite, préférentiellement à l'interface entre le carbone et le micro-organisme remplaçant le carbonate dissous. Ce remplacement préserve l'apparence originale de la coquille et le fluor joue un rôle important en ce qui concerne la composition finale en carbonate-fluor-apatite.

#### Squelette de silice

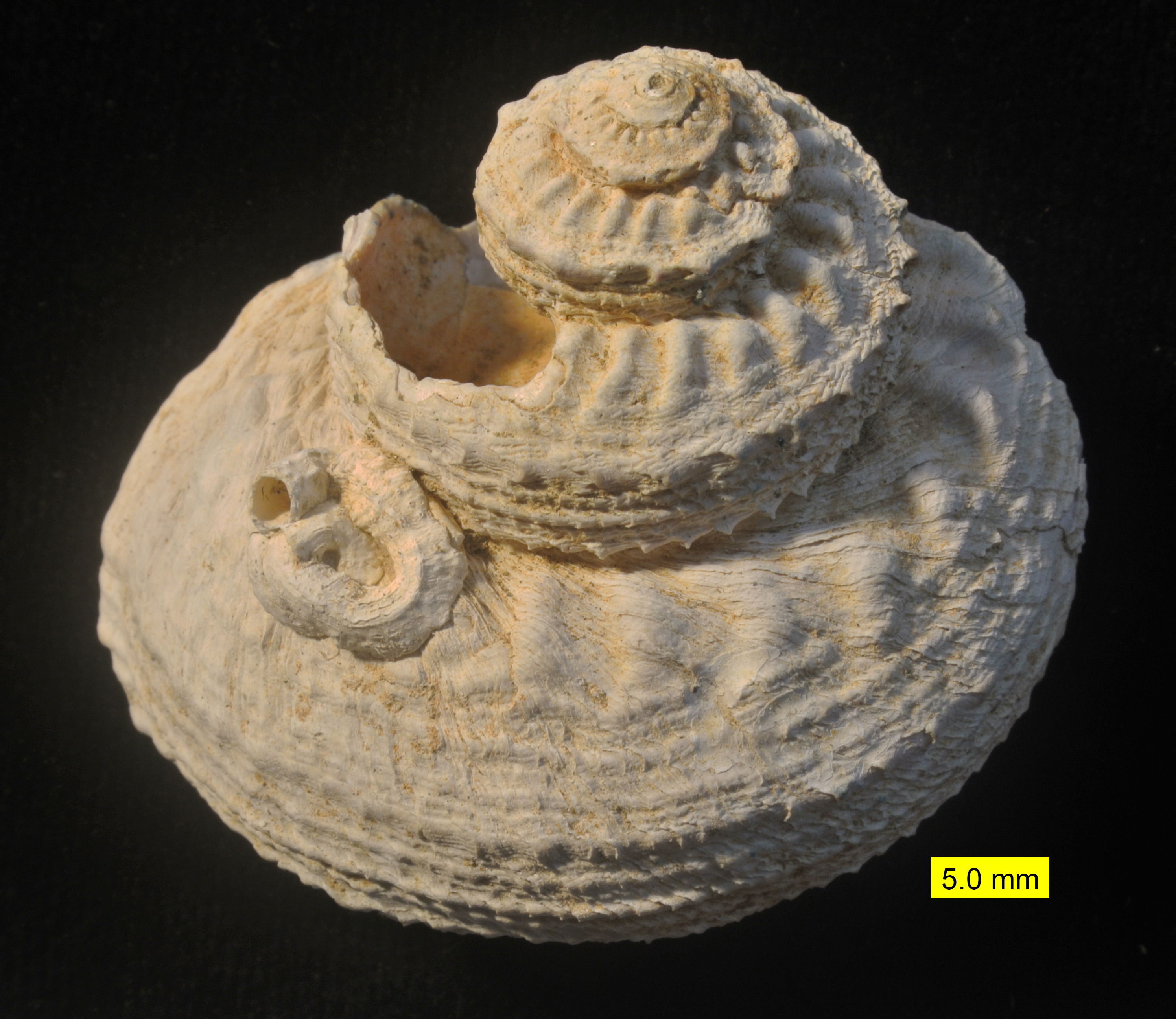
Fossile d'un gastéropode sur lequel est accroché un ver Serpulidae, datant du Pliocène.

Le phosphatisation de la silice primaire apparaît aussi sur certains squelettes de radiolaires, bien que ce processus ne soit pas encore bien connu à l'heure actuelle. L'examen microscopique d'échantillons de phosphorites montre que de nombreux micro-organismes sans carapace minérale (algues, champignons, bactéries) se minéralisent comme l'apatite, bien qu'ils n'aient aucun précurseur minéral. Un exemple bien connu est le coprolithe phosphaté, où la matière organique est elle-même remplacée par de l'apatite qui conserve la forme exacte de l'objet. La phosphatisation des parties molles est également fréquente, notamment chez de nombreux arthropodes (copépodes, ostracodes) où des nodules calcaires et phosphatés apparaissent au sein de calcaire nodulaire ou de coprolithes de grands vertébrés.
Des études sur les phosphorites et sur la synthèse expérimentale de l'apatite ont abouti à une estimation des conditions probables de fossilisation de l'apatite. En raison de son besoin de stabilité, l'apatite se forme de préférence dans un environnement déficient en oxygène, parfois même dans des conditions totalement réductrices, comme l'indique la présence fréquente de pyrite à proximité. Cet environnement est atteint facilement dans les milieux où l'on trouve beaucoup de matière organique qui est la principale source de phosphore.
La silice peut remplacer la calcite et l'aragonite des coques et perminéraliser le bois. Il peut également se former des nodules et des couches de silex, en remplaçant les sédiments carbonés, en précipitant directement ou en remplissant les fossiles ou les inclusions. La coque peut alors être remplacée par une croûte blanche granuleuse, par une couche finement granuleuse ou par des anneaux concentriques de silice.

#### Fossile pyritisé

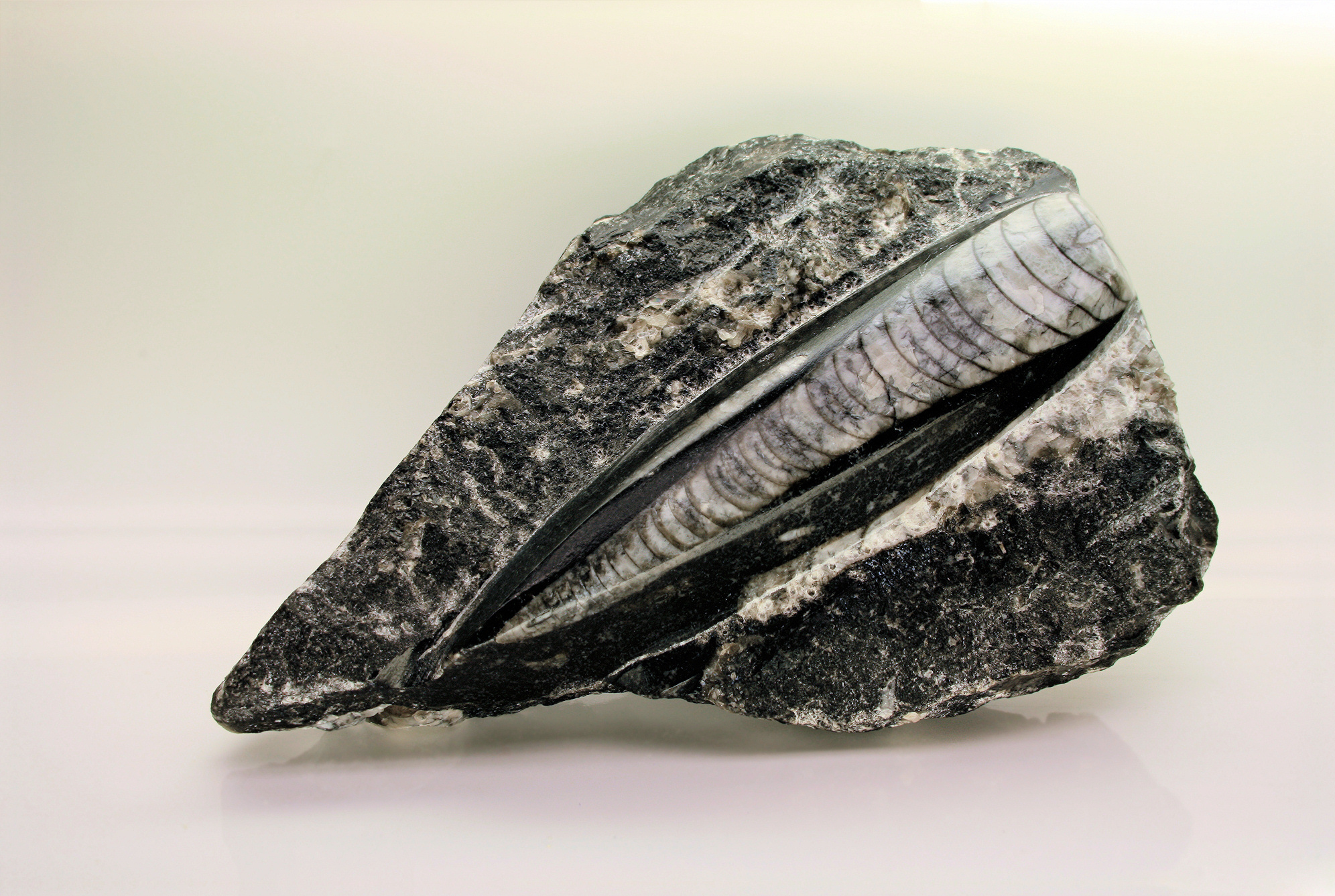
Fossile d'Orthoceras datant du Silurien.

La pyrite sédimentaire est une composante mineure des sédiments clastiques marins. Les études actuelles sur les sédiments ont montré que la formation de la pyrite authigénique a lieu au tout début de la diagenèse, à quelques centimètres au-dessous de l'interface eau-sédiments. Une augmentation du nombre de micro-organismes et/ou de la profondeur d'enfouissement empêche la diffusion de l'oxygène dans les sédiments et les micro-organismes sont obligés de respirer en anaérobie. La minéralisation empêche la perte d'information relative à la décomposition de macro-organismes et la précipitation de la pyrite, au début de la diagenèse, est un moyen important pour la préservation des fossiles. Dans les tissus mous, comme les muscles et la chitine, il peut se produire une pyritisation au début de la diagenèse. Lorsque la décomposition est plus avancée (mais avant que ne se produise la formation de la pyrite), les tissus mous sont détruits et seuls les composés biologiques résistants (appelés réfractaires), comme la cellulose et la lignine, sont préservés. Les parties biogéniques dures, telles que les coquilles (composées de carbonate de calcium et de magnésium) et les os (phosphate de calcium), sont quelques-unes des structures biologiques les plus résistantes à la décomposition. Sur les deux, le carbonate de calcium est le plus instable et il est donc plus probable qu'il soit remplacé par la pyrite.
La formation de la pyrite est contrôlée par la concentration en carbone organique, en sulfate et en minéraux détritiques ferreux. Dans un environnement marin normal, les minéraux ferreux et les sulfates sont présents en abondance et la formation de pyrite est contrôlée par l'approvisionnement en carbone organique. Toutefois, dans les milieux en eau douce, la formation de pyrite est très limitée par la faible concentration en sulfates.

#### Plante fossile

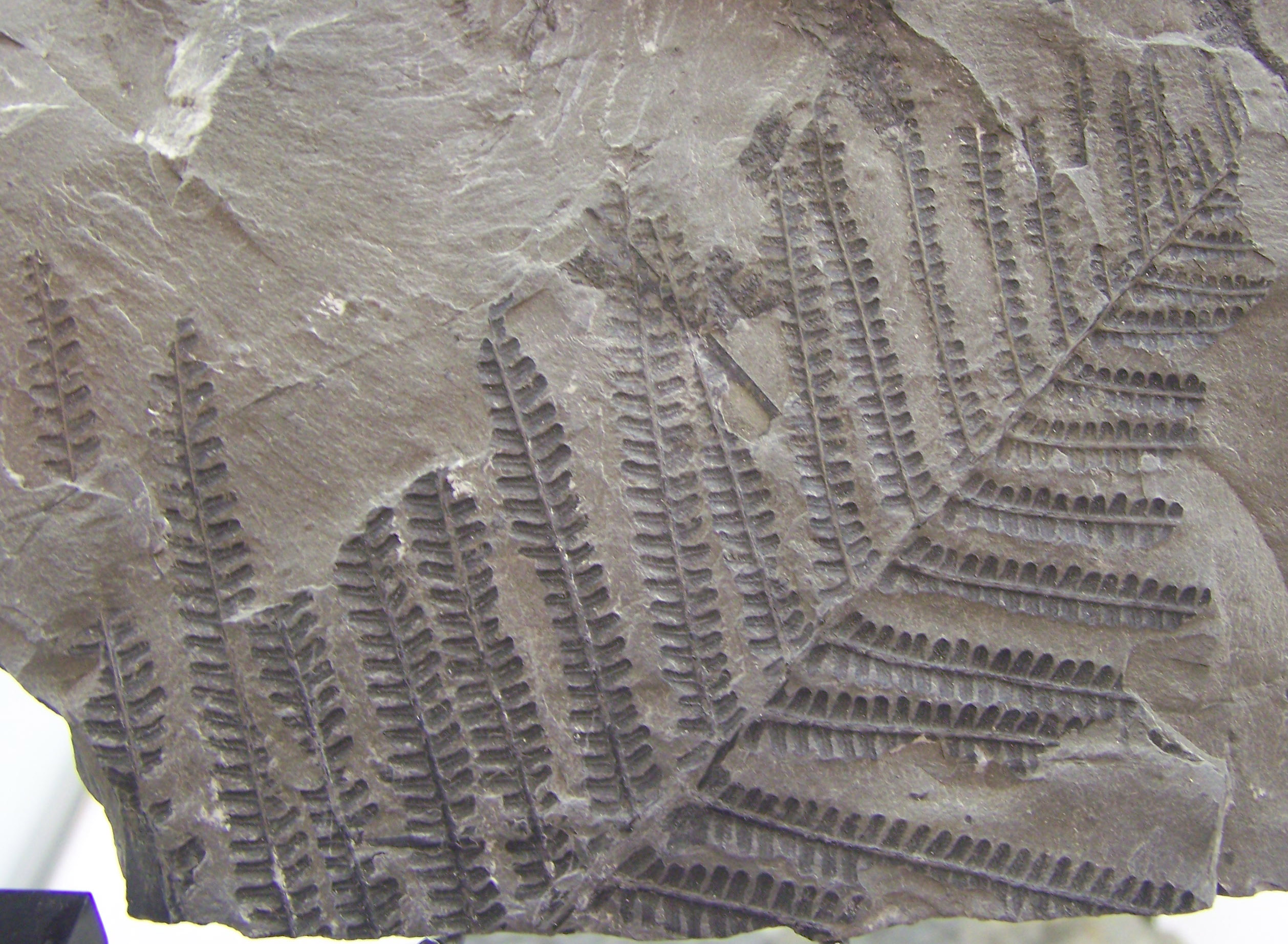
Fougère fossilisée (Pecopteris arborescens), datant du carbonifère supérieur.

Les différentes parties des plantes (branches, racines, feuilles, pollen, fruits, graines) se détachent pour certaines au cours de leur vie, et pour les autres après leur mort. Une bonne compréhension des processus de dispersion qui affectent ces parties est très importante pour interpréter correctement les associations paléofloristiques. Les études sur la dispersion des feuilles par le vent montrent qu'elle dépend de leur poids et de leur forme. Les débris végétaux se conservent soit par préservation du matériel original, soit par carbonisation, soit par perminéralisation.

## Formation des sites fossilifères
Curieusement, les fossiles osseux sont parfois densément et localement rassemblés en grande quantité. Il y a plus de 70 millions d'années, de grandes quantités d'animaux (dinosaures notamment) semblent s'être noyés ou avoir été enfouis dans de la vase puis fossilisés ; les paléontologues en retrouvent des restes parfois très nombreux, comme au début des années 2000 dans la formation géologique « Maevarano » au Nord-Ouest de Madagascar. Une partie du site malgache (notamment étudié par Raymond Rogers, géologue du Macalester College de St. Paul) est extraordinairement « fossilifère » : 1 200 spécimens ont été trouvés dans une même couche sur une surface pas plus grande que le tiers d'un terrain de tennis. Les paléontologues se demandent pourquoi tant d'animaux à la fois sont morts dans ces lieux. On invoque généralement les inondations, des catastrophes volcaniques, des coulées de boue ou des sécheresses dramatiques suivies de pluies diluviennes qui auraient rapidement enfoui les cadavres de grands et petits animaux, ou encore des bulles géantes de CO2 asphyxiant remontant d'un grand lac, mais une autre hypothèse a été avancée en 2017 pour expliquer ces mortalités « massives » et répétées. Les gros et petits animaux y sont curieusement morts les uns contre les autres, ils semblent avoir été tués sans discrimination (ce qui fait penser à un poison agissant très rapidement, capable de faire tomber des oiseaux du ciel… de manière répétée puisque plusieurs lits d'os se superposent les uns aux autres).
Pour tester l'hypothèse selon laquelle de simples proliférations de microalgues toxiques auraient pu tuer ces animaux, on a recherché des traces fossiles de blooms (pullulations) de ces microalgues, mais de telles traces sont difficiles à mettre en évidence. Rogers note que certains animaux ont une posture arquée inhabituelle pour un animal mourant. Un dos arqué évoque les convulsions qu'on observe aujourd'hui lors de certains empoisonnements de vaches ayant bu de l'eau contaminée par certaines cyanobactéries. Rogers a aussi trouvé des croûtes inhabituelles de carbonates pouvant évoquer la présence d'un biofilm d'algues. Le grand nombre d'oiseaux morts est également intrigant (aujourd'hui, on ne voit que très rarement dans la nature des oiseaux morts de mort naturelle, tout particulièrement dans l'eau, car les oiseaux se cachent pour mourir). Rogers pense donc que la cause pourrait être une microalgue ayant périodiquement pullulé sur le même site.
Ce phénomène était connu en mer avec le phénomène de « zones mortes » : des centaines de restes de baleines et d'autres animaux marins se sont ainsi déposés devant l'actuel Chili, il y a 11 millions d'années, et un nombre croissant de zones marines mortes est actuellement observé depuis quelques décennies dans le monde. Wighart von Koenigswald, paléontologue à l'Université de Bonn (Allemagne), cité par la revue Science, se demande si des cyanotoxines ne pourraient pas expliquer le fameux gisement de Messel (des fosses datant de l'Éocène emplies de fossiles dont d'oiseaux et de chauves-souris). Des tortues en train de copuler et des juments enceintes y ont été trouvées sur différents niveaux, ce qui implique que le phénomène s'est reproduit et dans ces cas en période de reproduction.
Cependant, à Madagascar, la preuve directe d'algues ou de toxines manque encore. Rogers songe à tenter d'en retrouver des traces fossiles (chimiques ou via des biomarqueurs).

## Importance scientifique

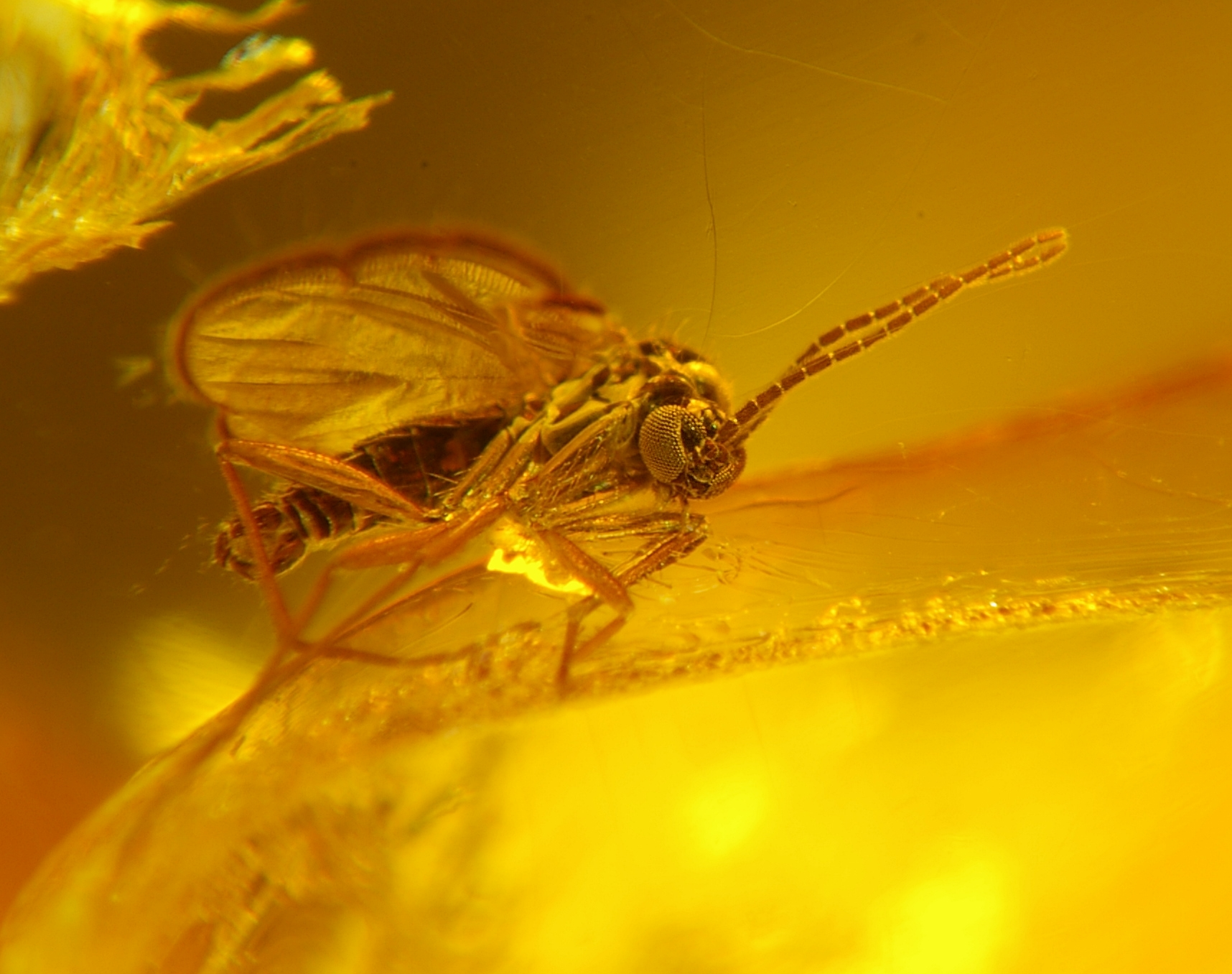
Insecte (Sciaridae) piégé dans de l'ambre.

De tout temps, les fossiles ont intrigué les hommes qui, suivant les époques, leur ont donné différentes significations : talismans, restes de géants, objets maléfiques, animaux disparus lors du Déluge. Ce n'est qu'au XIXe siècle, avec les travaux de Charles Lyell, de Jean-Baptiste de Lamarck, puis de Charles Darwin et les théories de l'évolution, puis de la théorie de la tectonique des plaques, formulée par Alfred Wegener en 1915, que se met en place le cadre théorique moderne dans lequel sont étudiés les fossiles.
Pour le grand public, les fossiles sont surtout connus grâce à quelques familles caractéristiques comme les ammonites, sortes de céphalopodes marins, les trilobites de la famille des arthropodes, les oursins ou enfin les végétaux fossiles conservés dans le charbon (fougères, prêles, etc.).
Des techniques récentes comme la photomicrographie et la microtomographie permettent de voir des détails invisibles à l'œil nu et de reconstituer partiellement la morphologie et le mode de nutrition des êtres vivants fossilisés. L'extraction d'ADN fossile a récemment été développée grâce à l'amplification permise par la réaction en chaîne par polymérase. Depuis la fin des années 1990, les connaissances sur ces techniques se sont améliorées. L'une des techniques proposées consiste à extraire de l'ADN de l'ambre. Bien que cette idée soit actuellement irréalisable, l'imagination populaire en a été nourrie à travers le livre et le film « Jurassic Park ». Dans ce livre, on suggère que les moustiques piégés dans l'ambre pourraient avoir conservé intact l'ADN d'autres animaux, tels que les dinosaures. On a cru parvenir à de bons résultats grâce à cette méthode et plusieurs études font ainsi état d'ADN datant de plus de 100 millions d'années, mais des études plus récentes (quoique moins médiatisées) ont montré que ces résultats n'étaient absolument pas concluants et provenaient la plupart du temps de contaminations actuelles.
De l'ADN peut également être extrait de cristaux présents dans les os fossilisés. Les scientifiques ont montré que parfois, des cristaux se formaient à l'intérieur des os, et que ces cristaux pouvaient contenir des traces d'ADN.
L'importance de l'étude de la formation des fossiles a conduit à la fondation d'une nouvelle discipline, la taphonomie. Celle-ci étudie les procédés de fossilisation, de recristallisation, et les biais associés afin de comprendre ce qui fait que certains restes d'un organismes seront préservés, et de quelle manière, de sa mort jusqu'à la diagénèse.
La présence de fossiles et leur distribution, orientation, quantité, type ou encore diversité dans la roche peuvent avoir une importance dans le cadre d'une reconstitution paléoenvironnementale, ou pour l'étude stratigraphique ou sédimentologique de la roche, d'où l'importance de relever toutes ces données lors de la collecte de fossiles sur le terrain.

## Commerce des fossiles
La vente et l'achat de fossiles donne lieu de nos jours à un commerce lucratif (en) ; des spécimens rares sont acquis dans certains cas par des collectionneurs privés, au lieu d'être confiés à des musées ou des instituts de recherche, ce qui constitue une perte pour la science. Une polémique oppose les paléontologues aux maisons de vente aux enchères telles que Christie's, qui vendent des squelettes de dinosaures au même titre que des objets d'art. Ces effets de mode provoquent une envolée des prix qui favorise le pillage des pièces paléontologiques, patrimoine de l'humanité.
De plus, une partie de ce commerce relève du trafic illégal. En 2002, les États-Unis avaient restitué 14 tonnes de fossiles sortis de Chine en contrebande. À la suite d'un procès très médiatisé aux États-Unis en 2013, des fossiles de dinosaures volés en Mongolie et vendus sur le marché noir ont été restitués au pays d'origine. Selon le site dinonews.net, « la rétention d'informations pratiquée par les maisons de vente aux enchères est propice aux trafics ». Les médias alertent sur le cas du trafic illégal de l'ambre fossilifère de Birmanie : d'une part, des scientifiques étudiant les inclusions animales et végétales dans des pièces de cet ambre vieux de 99 millions d'années, qui leur sont prêtées par des collectionneurs ou des bijoutiers, donnent une valeur supplémentaire à cette résine fossile ; d'autre part, les factions politiques rivales de Birmanie se disputent l'argent issu du trafic d'ambre. Ainsi, en achetant l'ambre ou en l'étudiant, les scientifiques contribueraient à alimenter le conflit dans un contexte de guerre civile, selon Paul Donowitz. Julia Clarke (paléontologue qui a étudié l'ambre de Birmanie à l'université du Texas à Austin) estime que ce mélange entre commerce, trafic et science pose des problèmes éthiques nouveaux pour la paléontologie.